# Junín (Buenos Aires)
Junín es la ciudad más importante del noroeste de la provincia de Buenos Aires, Argentina. Es el principal centro administrativo, turístico, educativo, de salud, industrial y comercial de la región. Es la cabecera del partido de Junín y se encuentra a orillas del río Salado, a 260 km al oeste de la Ciudad Autónoma de Buenos Aires. Por su relevancia en el contexto regional, se la conoce como la "Perla del Noroeste".
La Universidad Nacional del Noroeste de Buenos Aires (Unnoba), de alcance regional, posee su rectorado y sede central en Junín, donde tienen su asiento las principales autoridades y se concentra el 80% de las actividades, siendo esta ciudad el centro del proyecto educativo regional.
El parque natural Laguna de Gómez convierte a Junín en el principal centro turístico lacustre de la provincia de Buenos Aires, convocando a decenas de miles de turistas especialmente en la temporada de verano y durante fines de semana largos. A la excelente infraestructura se suman opciones de hospedaje que van desde hoteles 4 estrellas hasta cámpings, desde apartoteles hasta paradores de pesca y desde estancias hasta complejos de búngalos. La ciudad es un atractivo turístico en sí mismo, por su centro comercial, sus plazas y parques, sus avenidas y monumentos, su patrimonio histórico y arquitectónico, sus museos y circuitos turísticos, y su vida diurna y nocturna.
Junín se encuentra a la vanguardia en tecnología y gobierno electrónico, siendo reconocido a nivel internacional. El municipio ha recibido importantes premios a la gestión pública, a los sistemas web, a la transparencia fiscal y a la innovación tecnológica.
La ciudad es sede del Departamento Judicial de Junín, que abarca 9 partidos de la región con una población total de casi 300.000 habitantes. Ubicada en plena pampa húmeda, sus tierras se encuentran entre las más fértiles y cotizadas del mundo.

## Símbolos
En 1963, durante el gobierno municipal de Oreste José Rocca, el Concejo Deliberante llamó a concurso para la creación de un escudo para Junín.
El jurado estuvo integrado por políticos, profesores, historiadores y artistas. El primer premio fue otorgado a Juan Pennacca y la presentación del escudo fue el domingo 27 de diciembre de 1964, en el 137.º aniversario de la ciudad.
La idea del escudo se basa en una “J” de Junín que representa un arado que se abre paso dejando un surco blanco en medio de un campo celeste, simbolizando a la Argentina. El arado avanza llevando un quepis, un sable, lanzas y un clarín, representando a la historia que forjó a la ciudad. A la izquierda aparece un mangrullo, elemento que recuerda el nacimiento de Junín como Fuerte Federación.

## Historia

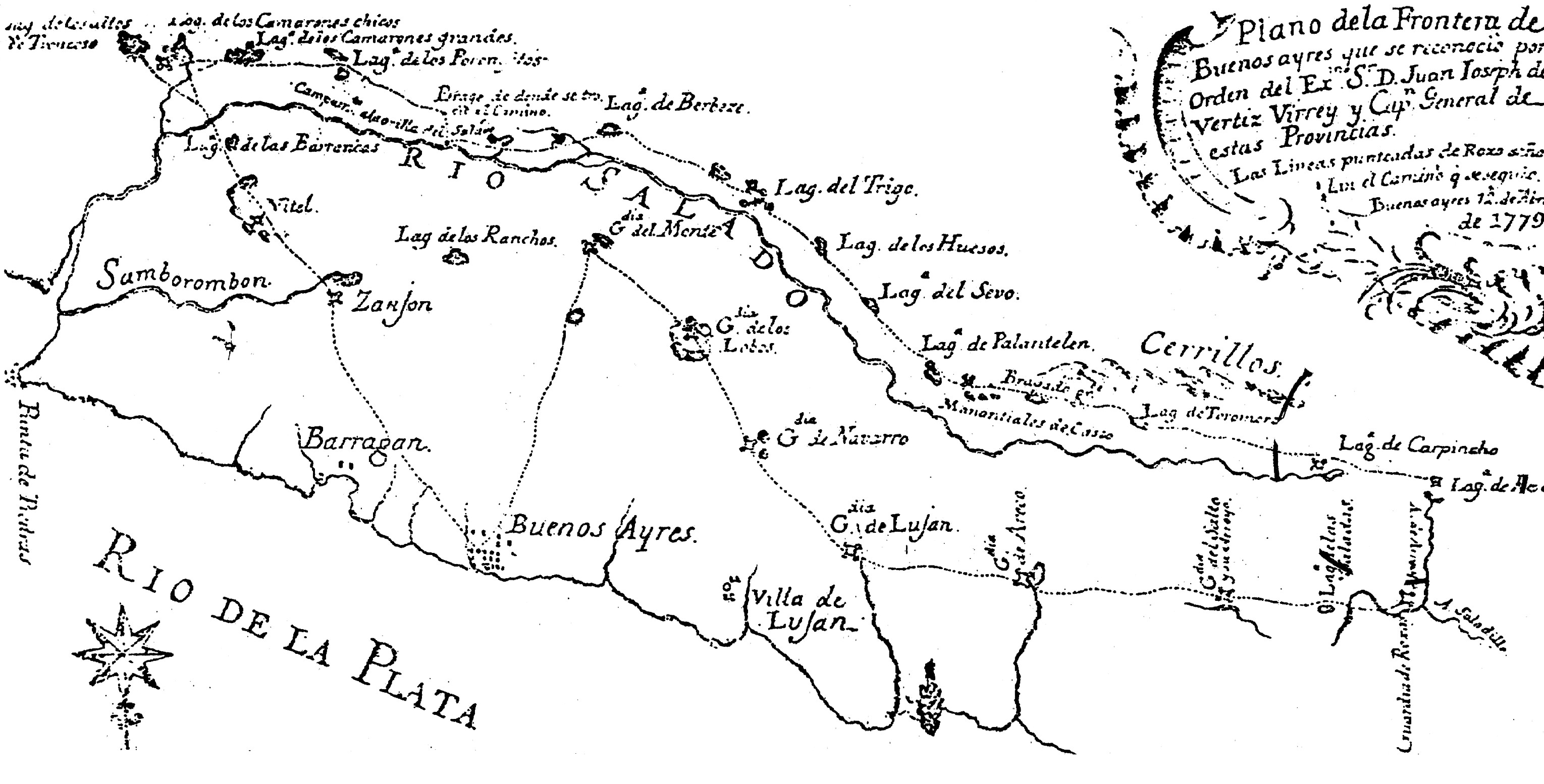
Plano de la expedición de Francisco Betbezé de 1779, a la zona del Río Salado. En el extremo derecho aparece la Laguna El Carpincho.

Luego de la segunda fundación de Buenos Aires, el ganado vacuno y las caballadas que habían traído los españoles se multiplican prodigiosamente. Sin embargo, con el tiempo, los permisos de vaquería que autorizaban la caza de los animales, traen como consecuencia un paulatino agotamiento de la hacienda. Nacen así los primeros asentamientos rurales que tienen como objetivo dedicarse a la crianza extensiva del ganado.
Luján, Quilmes, Morón, fueron en sus orígenes poblaciones abocadas a la explotación vacuna. Dentro de este escenario colonial, se encuentra el indio. Antes del establecimiento de las estancias, las tribus nativas se apoderaban del ganado que no tenía dueño y lo utilizaban como medio de subsistencia. Cuando esta situación cambia, las naciones de originarios continúan con esta actividad y se los comienza a llamar malones. Por este motivo, es que el virrey Juan José Vertiz decide establecer una línea de fortines y fuertes que protejan el territorio ocupado por los españoles. Con este propósito, se fundan, entre otros, los fortines de Chascomús, Lobos, Navarro, Mercedes, Carmen de Areco, Salto, Rojas y Colón.
Vertiz quería fortificar todos los pasos sobre el río Salado, para que de esta manera, los malones no pudieran cruzarlo con las haciendas obtenidas. Por ello decide llevar el Fuerte del Salto hacia la laguna El Carpincho. Pero las personas que vienen a estudiar el terreno recomiendan adelantar la frontera hasta El Potroso, laguna cercana a la del Carpincho, y que daba nombre a toda la zona.
Esta región era el lugar clave para detener la vuelta de los malones con el ganado de las ricas estancias establecidas en Salto, Rojas y Arrecifes. Lo que se conoce hoy como Paso Piedras constituía uno de los vados que facilitaban el cruce de la hacienda. Pero Vertiz no concretó nada de lo proyectado, como así tampoco los gobiernos que sucedieron luego de 1810. En aquel entonces la prioridad era concretar los esfuerzos en afianzar la independencia. Después surgieron otros problemas que postergaron por varios años el establecimiento de la línea de frontera planeada por los españoles.

### El Fuerte

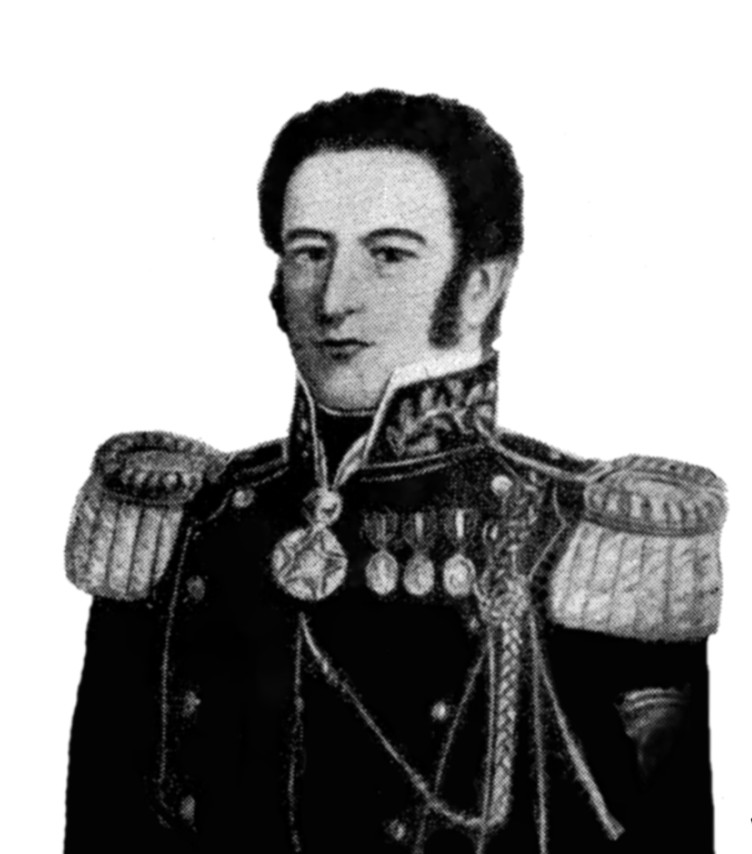
Bernardino Escribano, fundador del Fuerte Federación en 1827.

El 27 de septiembre de 1826 el entonces presidente de la Nación, Bernardino Rivadavia, emite un decreto en el que ordena establecer tres fuertes con el fin de ampliar la línea de frontera. Uno de estos tres fuertes era El Potroso.
El 16 de agosto de 1827, Manuel Dorrego y Manuel Moreno firman un decreto designando a Juan Manuel de Rosas para que ocupe el puesto de comandante general de Fronteras. El trazado del fuerte de El Potroso queda en manos del ingeniero Teodoro Schuster, quien recomienda no levantar el fortín en el Cerrito Colorado, tal como estaba previsto, sino hacerlo a 21 cuadras de ese lugar, en el margen izquierda del río Salado.
En un primer momento, la tarea de levantar el fuerte estuvo en manos del coronel Federico Rauch, quien se encontraba a cargo del Fuerte del Salto, pero como no recibe la ayuda necesaria, pide licencia por enfermedad. Entonces se encomienda la misión al Segundo Comandante, José Bernardino Buenaventura Escribano.
Bernardino recibe la orden de marchar hacia el lugar elegido, y el 27 de diciembre de 1827 acampa junto con sus hombres en el lugar donde hoy está ubicada la plaza 25 de Mayo. De esta manera queda fundado el Fuerte de la Federación, que en aquel momento formaba el pentágono alargado aproximadamente entre las actuales plazas 9 de Julio y Alem.
Pero el trabajo recién comenzaba. El 4 de enero de 1828, Escribano escribe a Rosas: "La abundancia de sabandijas que hay en este destino ha puesto la caballada del regimiento que tengo accidentalmente a mi mando en un estado de inutilidad que no cuento con ellos para un caso de repeler al enemigo."
Distintos documentos de la época prueban la preocupación de Escribano por sumar más hombres al fortín, y por cubrir las necesidades que tenían los soldados y las familias de algunos de los soldados que se habían establecido en el Fuerte de la Federación.
En marzo de 1828, el comandante Escribano pide licencia por enfermedad y es reemplazado por Federico Rauch. La situación en el fuerte es angustiosa. Así lo manifiesta Rauch en una carta que envía al gobierno. En la misma dice: "las familias están a la intemperie, Por la carestía de géneros y el escaso sueldo de los maridos se hallan medio desnudas."
A fines de 1828, Rauch solicita permiso y Escribano vuelve a hacerse cargo del fuerte, actividad que desempeña hasta septiembre de 1829, fecha en la que es destituido del ejército, acusado de ser opositor del régimen rosista.
En 1829 se produce un levantamiento encabezado por dos caudillos del lugar. La sublevación es contenida gracias al accionar del soldado Isidoro Suárez, quien en 1824 había participado en la Batalla de Junín por la independencia de Perú. En homenaje a su labor en defensa del fuerte se cambia el nombre Fuerte de la Federación y se lo comienza a llamar Junín.
El año 1830 encuentra prácticamente abandonado y despoblado al fuerte. Muchos de los ranchos están totalmente destruidos a causa del tiempo y de los frecuentes ataques de los indios.

### Reconstrucción del fuerte
Cuando Juan Manuel de Rosas asume como gobernador y capitán de la Provincia de Buenos Aires, el fuerte vuelve a tomar su nombre original.
Rosas comienza a preocuparse por la reconstrucción del Fuerte de la Federación. Llegan entonces al fuerte las provisiones que hacen posible el establecimiento y la vida de nuevos pobladores. Se reparten las tierras aledañas y se comienza a sembrar distintos cultivos.
Es importante tener en cuenta que la recuperación del fuerte fue consecuencia de los negociados que el gobierno de Rosas hizo con las tribus de la región. Aunque además de los acuerdos, La Conquista del Desierto de Rosas, que tuvo como objetivo no la ocupación sino el escarmiento de los nativos, logró que el temor se apoderara de los aborígenes y que muchos se pusieran bajo las órdenes del blanco.
En esta zona estaba el cacique Santiago Yanquelén, que junto con sus indios pampas más un grupo de indios ranqueles se ubicaba en lo que hoy es el puente del Morote y desde allí custodiaba al Fuerte de la Federación de los ataques de los malones de las demás tribus. Yanquelén y sus hombres eran considerados traidores por los otros aborígenes.
Durante el gobierno de Rosas, el comandante José Seguí se hace cargo del fuerte. Seguí era un africano que había llegado al país integrando un contingente de esclavos. Se une luego al ejército y se destaca en algunas acciones. Perseguidor tenaz de indios y servidor fiel de Rosas, fue muy severo durante los 12 años que duró su mandato. En 1863, su cuerpo fue hallado totalmente destrozado en el campo que Rosas le había regalado.

### Nuevo abandono del fuerte
En 1852, año en el que cae el régimen rosista, el Fuerte de la Federación retoma nuevamente el nombre de Junín. La situación es preocupante. Ya no está Rosas para negociar con los indios. Repetidos malones arrasan el fuerte y obligan a sus pobladores a buscar asilo y protección en el interior. Para esta época no había ni cura ni médico. No había ni escuela ni iglesia y los soldados carecen de las armas necesarias y de una alimentación adecuada.
La autoridad civil está a cargo del juez de Paz, José Eufrasio Ruiz, ya que a partir de 1853, la autoridad civil se separa de la militar, que es ejercida por el comandante del fuerte, que anteriormente reunía ambos poderes. Y a pesar de que desde 1854 existía la ley de organización municipal, Junín no podía formar su municipalidad.
El juez de Paz de ese momento, Pedro José Aparicio, escribe: los vecinos más capaces de desempeñar esos cargos se han internado en otros pueblos con motivo de las frecuentes invasiones de indios que ha sufrido la zona.
Todo comienza prácticamente de cero cuando en 1857 se establece el nuevo trazado del pueblo: la calle principal, hoy 20 de septiembre, y las transversales, las manzanas para las casas de los habitantes, la iglesia, el cuartel de las tropas, la escuela, la plaza de la guardia, la pulpería. Y el 23 de marzo de 1861 se inicia en Junín el régimen municipal con 4 municipales, hoy concejales.
Un año antes, nacía la casa Basterreix, frente a la plaza del pueblo, esta casa de ramos generales y de acopio de cereales es hoy el edificio más viejo que existe en Junín.
Aunque en 1864 se crea el partido, un año después Junín era considerado un pequeño pueblito por el gobierno, tal como lo consignan los documentos históricos. Cuenta para ese entonces con 1929 habitantes (diseminados en las chacras y las estancias de la región), y 33 ranchos. Los registros dicen: "El pueblito es un puesto militar compuesto por 33 casas, algunos ranchos, 886 habitantes, cuartel y escuela con 90 alumnos".
Pasa el tiempo y Junín crece. Se establece el alumbrado público con faroles alimentados a kerosén, se instalan árboles en la plaza principal, se construye el Cementerio Central, ya que en un primer momento se encontraba donde está hoy la plaza Alem.
Llegan pobladores a la zona, atraídos por un motivo fundamental: los malones indios, luego de la campaña al desierto iniciada por Roca, ya no constituían un peligro para los asentamientos. Al haber más pobladores, nace la necesidad de comunicación. Surgen las llamadas mensajerías que unen a Junín con los pueblos de Chacabuco, llamada Guardia Nacional, y Chivilcoy.

### Intendentes
El listado de intendentes está en plena exhibición en la galería de arte de la Municipalidad, sito en calle Roque Sáenz Peña 139.
| Intendente                     | Período(s)                                                       |
| ------------------------------ | ---------------------------------------------------------------- |
| Carlos H. Robbio               | 1886-1888                                                        |
| Isidoro de la Sota             | 1889-1890                                                        |
| Vicente Gandini                | 1890-1890; 1893-1894                                             |
| Emilio J. Muñiz                | 1891-1892; 1893-1893; 1895-1897                                  |
| Juan Vázquez Diez              | 1893-1893; 1893-1893; 1894-1894                                  |
| Manuel P. López                | 1894-1895; 1897-1898                                             |
| Luis C. Saavedra               | 1898-1898                                                        |
| Esteban V. Cichero             | 1898-1899; 1899-1899; 1900-1901; 1904-1905; 1908-1913; 1916-1917 |
| Temístocles Obligado           | 1899-1899                                                        |
| José B. Ortega                 | 1902-1903; 1906-1907; 1926-1927                                  |
| Dr. Benito de Miguel           | 1914-1915; 1915-1915; 1924-1925; 1930-1930; 1930-1931; 1932-1933 |
| Enrique Dulbecco               | 1917-1918; 1920-1921                                             |
| Francisco Costa                | 1918-1919                                                        |
| Rufino O. Pérez                | 1922-1923                                                        |
| Manuel S. Otaegui              | 1923-1923                                                        |
| Dr. José Félix Solana          | 1928-1929                                                        |
| Juan Alejandro Borchex         | 1931-1932; 1934-1935; 1936-1940                                  |
| Atilio Fernícola               | 1939-1940                                                        |
| Pablo Cogorno                  | 1940-1941                                                        |
| Andrés Cogorno                 | 1942-1943                                                        |
| Manuel Portela                 | 1943-1943; 1958-1958; 1962-1962                                  |
| Mayor Oscar Medina Lascano     | 1943-1944                                                        |
| Mayor Alfredo Arrieta          | 1944-1945; 1945-1946                                             |
| Dr. Justo L. Álvarez Rodríguez | 1945-1945                                                        |
| Dr. Héctor Asor Blasi          | 1946-1947; 1948-1952                                             |
| Tte. Cnel. Fernando R. Navarro | 1947-1948                                                        |
| Lorenzo Barbero                | 1952-1952                                                        |
| Patricio Manifesto             | 1952-1955                                                        |
| Cap. de Corbeta Darío Copello  | 1955-1956                                                        |
| Tte. Cnel. E. Castañeda Araoz  | 1956-1958                                                        |
| Osvaldo Pagella                | 1958-1962; 1962-1962                                             |
| Oreste J. Rocca                | 1962-1962; 1963-1966                                             |
| Escrib. Osvaldo F. Blanc       | 1962-1962                                                        |
| Esc. Raúl L. Caccia            | 1966-1967                                                        |
| Cnel. Raúl López Pedrazza      | 1967-1968; 1971-1971                                             |
| Dr. Pablo J. Bava Bussalino    | 1968-1970                                                        |
| Cnel. Enrique Pusinelli        | 1970-1970                                                        |
| Cnel. Juan E. Degano           | 1970-1971                                                        |
| Dr. Carlos R. Fernández        | 1971-1973                                                        |
| Dr. Luis Oscar Venini          | 1973-1975                                                        |
| Abraham Ise                    | 1975-1976                                                        |
| Cap. Roberto A. Sahaspé        | 1976-1982                                                        |
| Dr. Benito R. P. Eguren        | 1982-1983                                                        |
| Ing. Abel Paulino Miguel       | 1983-1987; 1987-1991; 1991-1995; 1995-1999; 1999-2003            |
| Mario Andrés Meoni             | 2003-2007; 2007-2011; 2011-2015                                  |
| Cdor. Pablo A. Petrecca        | 2015-2019; 2019-2023; 2023-2027                                  |

## Topónimo
En 1829 se produjo un levantamiento en el Fuerte liderado por el caudillo Molina que fue sofocado en la Batalla Las Palmitas por el coronel Isidoro Suárez, quien también tuvo destacada actuación en la Batalla de Junín que preparó la entera libertad de Perú. El gobierno de la Provincia deseoso de perpetuar la memoria de ambos acontecimientos bajo tan digno jefe, denominó al Fuerte Federación como Fuerte Junín.
Posteriormente, Rosas le restituyó el nombre de Fuerte de la Federación que se mantuvo hasta 1855.
En 1857 el poblamiento de Junín estuvo pleno de dificultades, a raíz de las continuas invasiones de los indígenas. En ese mismo año se mencionó al Pueblo de Junín en diversos documentos.
En cuanto a la creación del Partido, y de acuerdo con la documentación, se concuerda que existió como tal desde enero de 1854. En 1865 se procedió a efectuar la mensura del ejido y traza del Pueblo de Junín.

## Información general
En Junín se encuentra la sede central y el rectorado de la Universidad Nacional del Noroeste de la Provincia de Buenos Aires (UNNOBA), desarrollándose el 80% de las actividades de esa casa de altos estudios.
En el ámbito de la salud, la ciudad es cabecera de la región sanitaria III de la provincia, contando con el único hospital interzonal de dicha circunscripción y cubriendo las necesidades de la zona de influencia.
Junín se encuentra en la zona núcleo agrícola de Argentina, siendo considerada como la principal ciudad para realizar Expoagro, la muestra agropecuaria a campo abierto más grande y completa del mundo.
Junín cuenta con una Agencia de Extensión Rural del INTA, la cual se ubica en Roque Vázquez y Brasil

### Demografía
Cuenta con 87,509 habitantes (Indec, 2010), lo que representa un incremento del 6% frente a los 82,427 habitantes (Indec, 2001) del censo anterior.
| Gráfica de evolución demográfica de Junín entre 1869 y 2010 |
|                                                             |
| Fuentes: INDEC                                              |

### Municipio y tecnología
El municipio de Junín ha recibido importantes premios como el de la OEA a la innovación para la gestión pública en 2013, primer puesto del Índice Nacional de Páginas Web Municipales del CIPPEC en 2012, primer premio nacional del IARAF a la transparencia fiscal a través de la web oficial en 2011 y premio provincial a la innovación tecnológica en 2013. la Expo World Congress de Barcelona en 2013 y Smart Cities en Viena en 2014.

## Transporte público

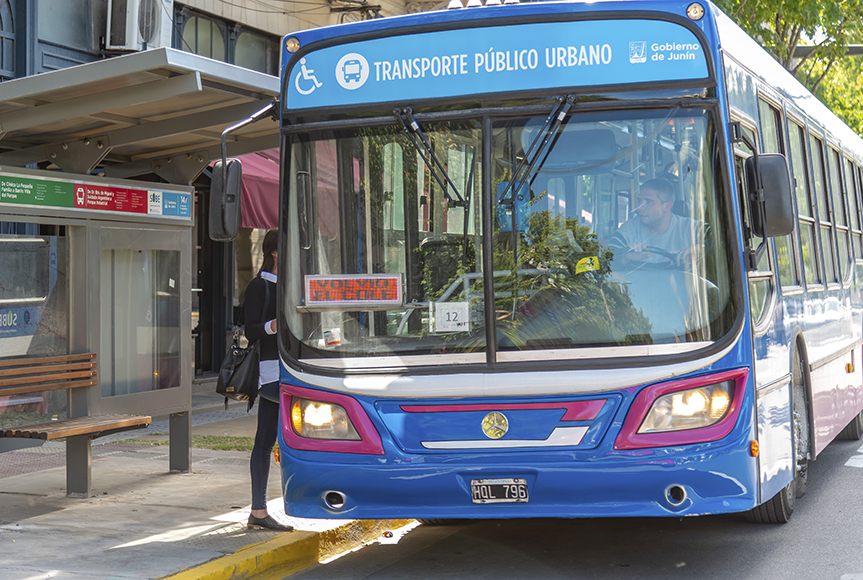
Colectivo de transporte público en Junín

En el año 2019, el intendente de Junín, Pablo Petrecca, logró después de 20 años, volver a poner en marcha tres líneas de colectivos urbanos: Línea Verde, Línea Roja y Línea Azul, generando mayor conectividad, accesibilidad y la integración social garantizando el derecho de acceso a todos los ciudadanos que deben movilizarse dentro del área urbana.
El transporte público funciona todos los días desde las 5:30 a 22:30. De lunes a viernes cada 20 minutos, 51 servicios diarios. Los sábados, domingos y feriados, cada 30 minutos, con 34 servicios diarios. Y funciona bajo el sistema SUBE.
Las tres líneas abarcan un 70 % de cobertura de la ciudad e incluyen 132 paradas en su etapa inicial.
Línea VERDE: 10.8 km
Línea ROJA: 20.8 km
Línea AZUL: 21 km.

## Ferrocarril

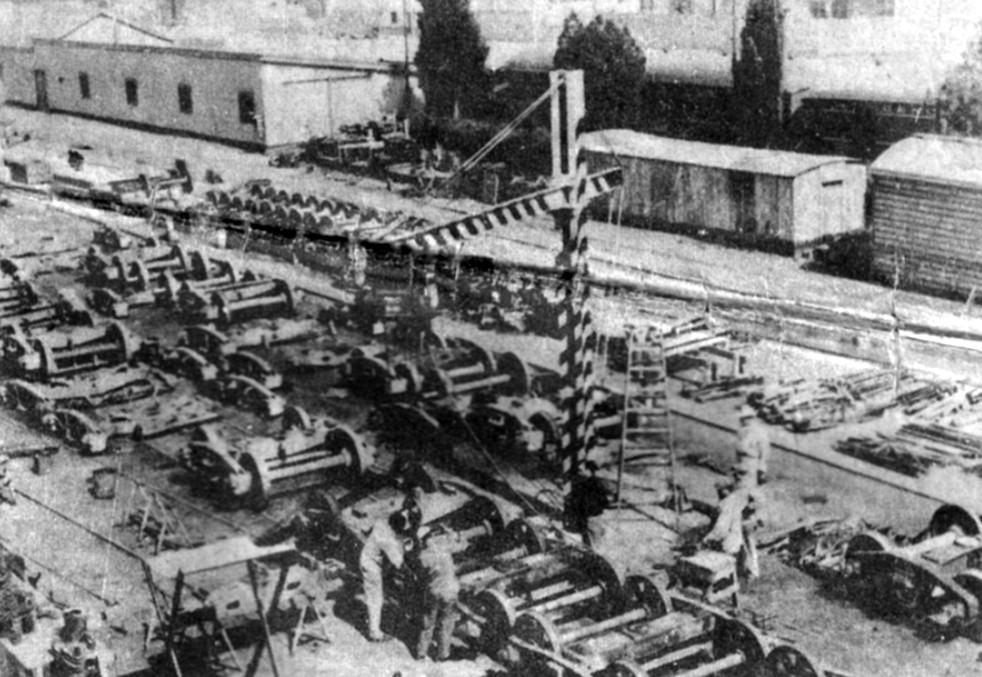
Talleres Ferroviarios de Junín.

A pesar del crecimiento que empieza a despuntar en Junín, es el ferrocarril el que marca un antes y un después en la historia del progreso y el desarrollo del municipio. El primer tren, del ramal Ferrocarril Oeste de Buenos Aires, llega en 1880. Sale de la ciudad de Luján y terminaba en Pergamino, donde se abrían dos ramales, uno se dirigía hacia San Nicolás de los Arroyos y otro a Junín, cuya estación estaba en lo que es hoy la estación de ómnibus.
Las vías corrían por la actual avenida San Martín. Como hacía en todas las ciudades en las que tenía estación, el Central levanta un paredón a lo largo de la calle que hoy se conoce como 25 de Mayo, desde Cabrera hasta Alberdi, donde había dos pasos a niveles.
En 1884 llega el ramal del Ferrocarril Buenos Aires al Pacífico, que construye su propia estación, y dos años después los talleres ferroviarios. Entre el paredón y las vías del nuevo ramal nace el Pueblo Nuevo donde se ubican los habitantes ingleses que tenían a su cargo a la organización y administración de los ferrocarriles. Vestigios de su paso son el Colegio de San Marcos, el edificio de la administración, el templo metodista.
Una importante oleada de pobladores se radican en Junín, muchos de ellos inmigrantes, en su mayoría españoles e italianos que venían al país atraídos por las leyes inmigratorias dictadas durante el gobierno de Julio A. Roca. La cantidad de habitantes crece vertiginosamente.
Antes de 1880, la población no llegaba 2000 personas. En 1895, el censo establece que en Junín hay aproximadamente 12.500 habitantes, contando los que se encuentran en la zona rural y estaciones que, como Morse y Roca, comienzan a nacer en la región.
Con el nuevo ramal se produce el loteo de la zona que se llamó Tierra del Fuego, hoy Barrio Belgrano. Allí se ubicaron muchos de los nuevos habitantes, trabajadores de los hoy desaparecidos talleres ferroviarios.
Otro fenómeno se produjo con la llegada de los ramales. Junín quedó dividido en tres pueblos muy poco comunicados: el Pueblo Viejo, al norte del paredón, el Pueblo Nuevo, entre el paredón y las vías del Buenos Aires al Pacífico, y Tierra del Fuego. Por este motivo cuando en 1912 el paredón es destruido gracias a los pedidos de los vecinos del lugar, no hay tres Junín, sino dos, que aún hoy continúan separados por las vías del ferrocarril.
En 1937 y debido a la crisis del '30, el Central Argentino y el Buenos Aires al Pacífico se fusionan. Ya no era necesario que existieran dos estaciones para un mismo ramal, y las vías y la estación del Central desaparecen.
Por la importancia que comienza a adquirir Junín, en 1892 una sucursal del Banco Nación abre sus puertas frente a la plaza principal. Diez años después lo hace el Banco Provincia. Y en esa misma época nacen para el ocio y el entretenimiento de los pobladores la confitería 9 de Julio y el Teatro Italiano.
El Palacio Municipal, tal cual hoy lo conocemos, se construye en 1904. Junín había crecido mucho. En los talleres ferroviarios trabajaban para 1906, 1607 obreros, dependiendo de ellos 6000 personas. Por ello Junín es declarado ciudad en el año 1906.

### Servicio de trenes

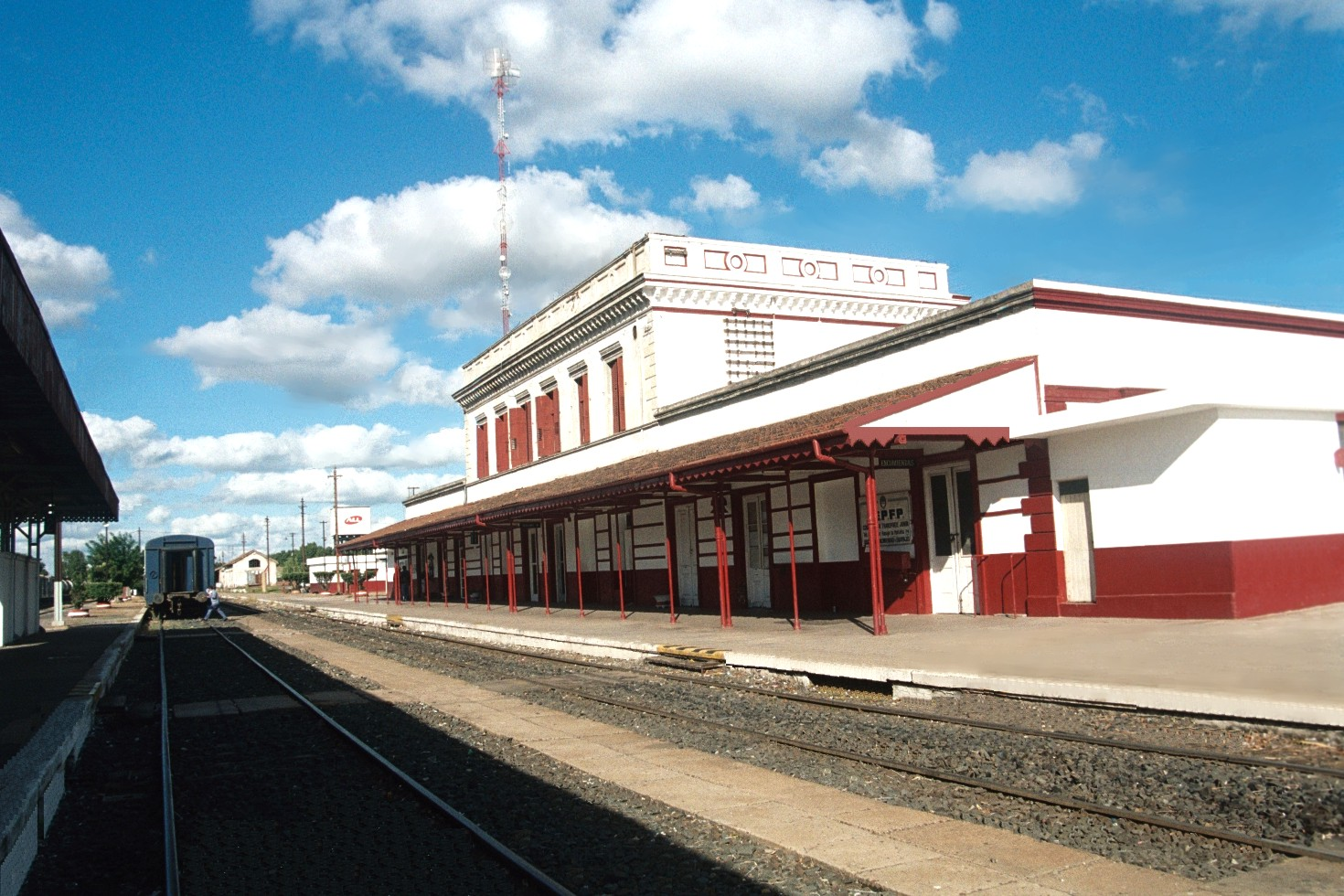
Estación ferroviaria de Junín.

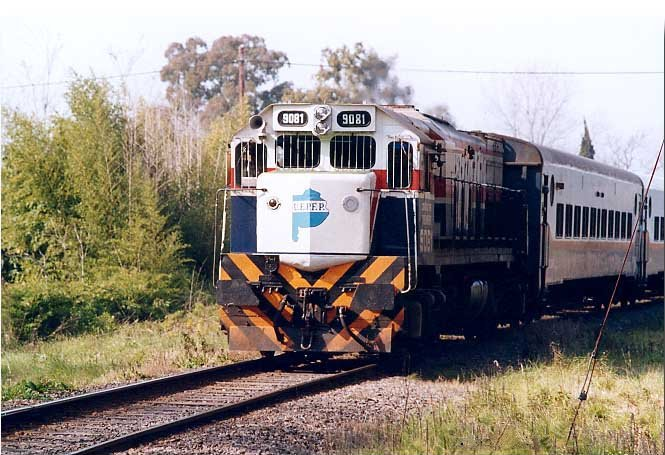
Interurbano de Ferrobaires

Por la ciudad llegan trenes tanto de cargas como de pasajeros.
Los trenes de carga están administrados por la empresa estatal Nuevos Ferrocarriles Argentinos de la República Argentina.
Tanto los trenes de carga como de pasajeros se encuentran muy deteriorados ya que después de las privatizaciones llevadas a cabo entre 1989 y 1992 bajo el gobierno de Carlos Menem, se habían dejado de realizar inversiones importantes en el mantenimiento de vías, material de tracción y material rodante. Hasta la estatización llevada a cabo por el entonces Ministro del Interior y de Transporte Florencio Randazzo con lo cual, se pudieron llevar a cabo, inversiones en mantenimiento de vías, estructuras, compra de nuevos materiales rodantes y reparación de viejos vagones de carga, etc.
Es una herramienta muy buena para las familias numerosas, o gente humilde, ya que su tarifa es muy accesible.
Se espera que el tren llegue en un futuro hasta Mendoza, ya que se están llevando a cabo las obras necesarias.

### Cooperativa Trabajadores Talleres Junín

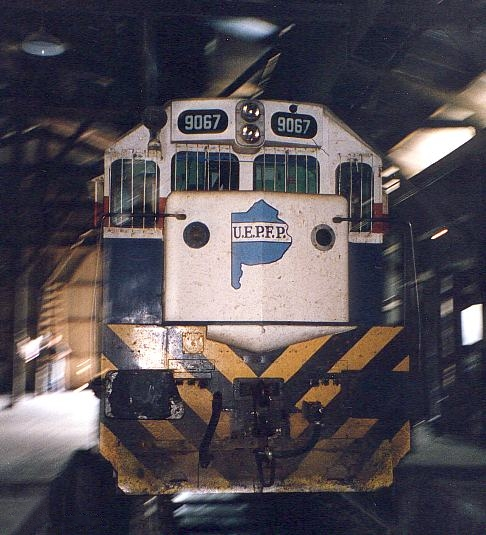
Locomotora con logo de la UEPFP.

La cooperativa trabajadores talleres Junín fue creada en el año 1994 durante la privatización del sistema ferroviario nacional. Al mismo tiempo que se formó esta cooperativa, se formaron otras en Laguna Paiva, Pérez y Rosario. La única que sigue trabajando es cooperativa trabajadores talleres Junín, la misma funciona en Junín.
Luego de distintos acuerdos, un grupo obreros logró la autorización para continuar trabajando en uno de los talleres que se encuentran en Junín, realizando reparaciones en coches de pasajeros.
Durante los años 2001 y 2002, fue muy difícil conseguir trabajo y hubo meses en los cuales no había actividad en el taller, pero a todo esto, la cooperativa se mantuvo realizando lo poco que llegaba.
En el 2005 durante la visita de Néstor Kirchner a la ciudad, se le designó un taller más a la cooperativa, quedando funcionando con 2 talleres y con 33 ha. En este mismo año se incorporaron 15 obreros (aunque el proyecto contemplaba en la recuperación de todo el predio y se la designación de 200 obreros para trabajar en el predio). Los talleres están ubicados sobre calle Rivadavia, en frente de la estación de pasajeros y de carga.
El taller está equipado para realizar trabajos grandes y pesados, como reparación de locomotoras o vagones. La cooperativa no solo se dedica al material ferroviario sino que también realiza distintos trabajos relacionados al área metalúrgica y metalmecánica.

## Barrios
Según la Ordenanza de Barrios aprobada por el Concejo Deliberante el 9 de noviembre de 2023, la ciudad de Junín cuenta con 64 barrios, de los cuales 45 son urbanos, 16 extraurbanos y 3 rurales. La siguiente lista enumera a todos los barrios de la ciudad:
- Almirante Brown
- Bicentenario
- Campo La Cruz
- Camino del Resero Norte
- Capilla Loreto
- Centro
- Cerrito Colorado Norte
- Cerrito Colorado Sur
- Círculo Médico
- El Molino
- El Picaflor
- El Progreso
- Emilio Mitre
- Eusebio Marcilla
- Evita N.º 1 (Obrero)
- "Eva Perón" Villa Ortega
- Evita
- Barrio Ferroviario
- Fortín IV
- General San Martín
- José Hernanadez
- Jardín
- La Celeste
- La Favela
- Las Lilas
- Las Morochas
- Libertad
- Los Almendros
- Los Nogales
- Martín Miguel de Güemes
- Mayor López
- Moya
- Municipal
- Noroeste
- Norte
- Nuestra Señora de Fátima
- Barrio Nuestra Señora de las Mercedes
- Nuestra Señora de Luján
- 9 de Julio
- 8 de agosto
- 11 de julio
- Padre González
- Paso Piedras
- Parque natural Laguna de Gómez
- Barrio Petit France
- Prado Español
- Pueblo Nuevo
- Ramón Carrillo
- Ramón Hernández
- Real
- Ricardo Rojas
- Rincón del Cielo
- Rufinita
- San Antonio
- San Carlos
- San Cayetano
- San Francisco de Asís
- San Ignacio
- San Jorge
- San Juan
- San Martín
- Torres del FONAVI
- Barrio UOCRA
- Villa Belgrano
- Villa del Parque
- Villa del Carmen
- Villa Talleres
- Villa Turística Parque Natural Laguna de Gómez

### Centro urbano
El damero del centro de la ciudad de Junín se extiende tanto a lo ancho como a lo largo. A lo ancho va desde las calles Almafuerte y Brasil hasta Carlos Tejedor y Coronel Borges. A lo largo va desde la calle Mayor Orellanos y Alemania hasta las vías del ferrocarril. Las dos calles que contiene la mayor parte de los comercios son: Bernardino Rivadavia y Roque Sáenz Peña, le siguen las calles Belgrano, General Paz y las transversales a estas.
La Avenida Roque Sáenz Peña fue remodelada en el año 2005. Con esta obra la calle se achicó y las veredas se agrandaron para que sea más peatonal. Se colocaron luminarias. Solo se puede estacionar en ciertas partes.
La Av Rivadavia se extiende hasta la Ruta Nacional 188, esta calle es comercial desde su inicio hasta su fin.
También fueron remodeladas las plazas Sesquicentenario que se encuentra entre Rivadavia, Belgrano, Av. San Martín y Av. Além y la plaza Além que se encuentra enfrente de la plaza Sesquicentenario.

## Parque industrial

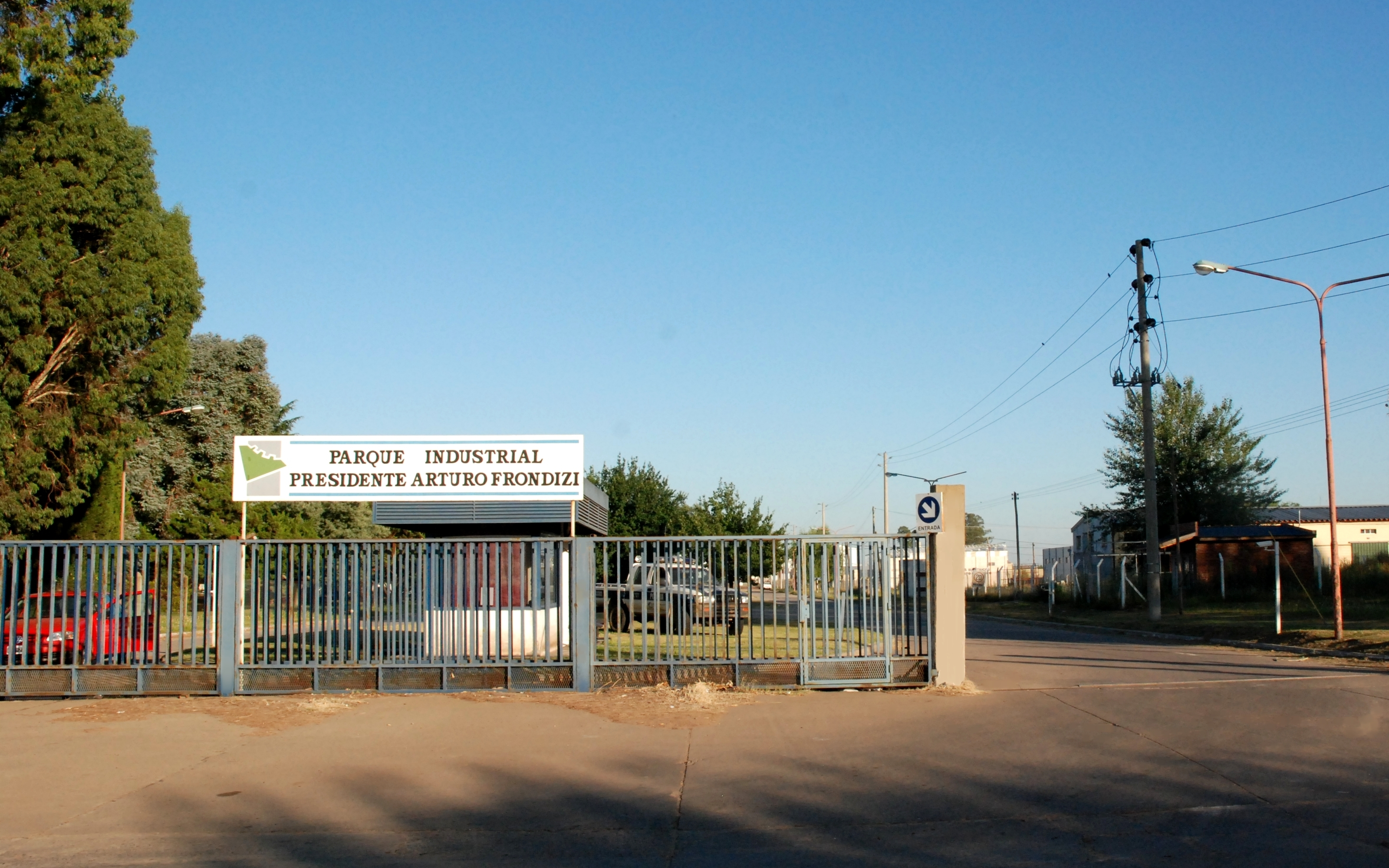
Acceso al Parque Industrial de Junín desde la Avenida Alvear.

Se encuentra ubicado a las afueras de la ciudad accediendo al mismo desde Av. Circunvalación a la altura del km 156 de la RN 188, con más de un centenar de hectáreas y dividido en 8 fracciones el predio cuenta con 92 parcelas de distintas medidas, de las cuales a principios de 2015 quedaban 16 libres.
Cuenta con un cerco perimetral tipo olímpico, asfalto sobre las principales arterias, buena calidad de agua, energía eléctrica, y la red de desagües cloacales en construcción mediante un convenio firmado por el Ministerio de Obras y Servicios Públicos de la Provincia de Buenos Aires, como así también la instalación de la red de Gas Natural prevista para el transcurso de este año.
Asimismo, funciona el Consorcio integrado por los propietarios de los predios que conforman el Parque Industrial y el Municipio de la ciudad, con el objeto fundamental de garantizar el mejor ordenamiento de las actividades que se desarrollen en el mismo como así también un mantenimiento general de las instalaciones. 
Dentro del predio industrial, se ubica la Incubadora de Empresas, espacio dedicado a nuevos emprendedores, cuyo objetivo es la creación y el fortalecimiento de empresas, a través del apoyo constante y la capacitación.
Desde 2008 el Parque Industrial se denomina oficialmente "Presidente Dr. Arturo Frondizi".
Entre 2016 y 2019 a raíz de la política económica varias industrias y fábricas importantes de Junín cerraron sus puertas.

## Clima

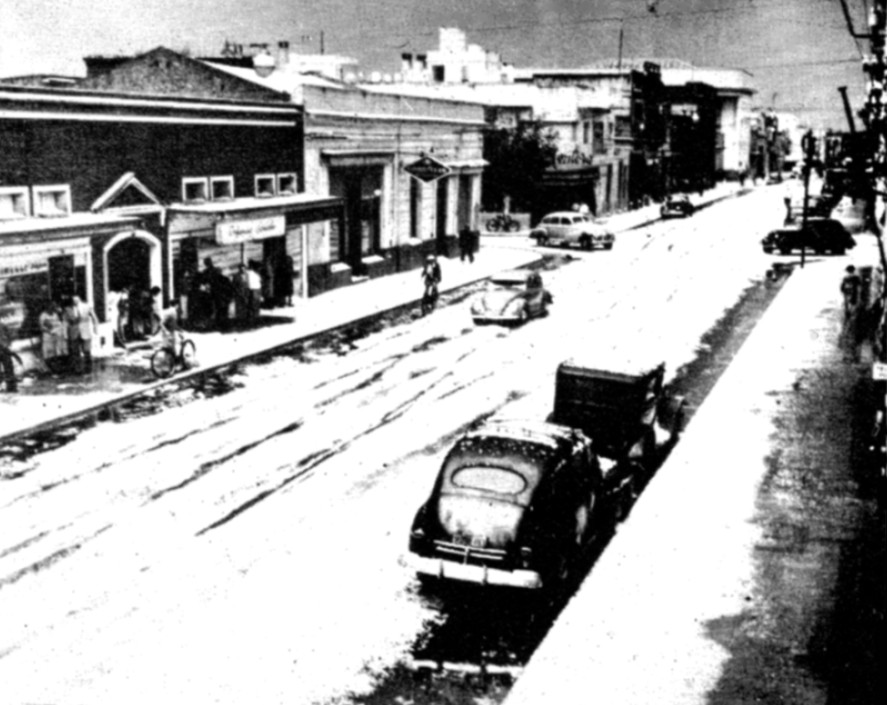
Nevada de 1955. La caída de nieve en Junín es un fenómeno que ocurre con poca frecuencia.

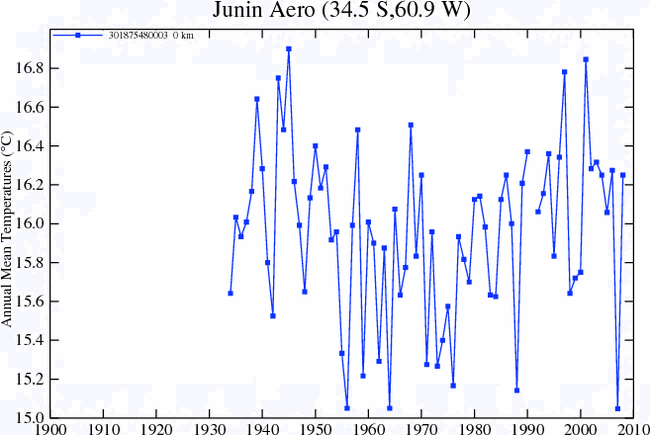
Tendencia neutral de Tº del aire en casilla meteo, promedio de 1933 a 2008 (NASA), no afectada por el acumulador de calor del Gran Junín.

El clima es templado pampeano y oscila los 16 °C de temperatura media anual. En el invierno la temperatura mínima media es de 4 °C y la media máxima es de 15 °C, en verano la mínima media es de 17 °C y la máxima media es de 30 °C. Las nevadas son poco frecuentes pero el 9 de julio de 2007 nevó en gran cantidad como no lo hacía desde 1973. En Junín se han registado nevadas pero de menor intensidad que la de 2007 (la última de la que se tiene fecha había sido en junio de 1993, antes 1973, antes 1918).
| Parámetros climáticos promedio de Junín Aero (1991–2020) | Parámetros climáticos promedio de Junín Aero (1991–2020) | Parámetros climáticos promedio de Junín Aero (1991–2020) | Parámetros climáticos promedio de Junín Aero (1991–2020) | Parámetros climáticos promedio de Junín Aero (1991–2020) | Parámetros climáticos promedio de Junín Aero (1991–2020) | Parámetros climáticos promedio de Junín Aero (1991–2020) | Parámetros climáticos promedio de Junín Aero (1991–2020) | Parámetros climáticos promedio de Junín Aero (1991–2020) | Parámetros climáticos promedio de Junín Aero (1991–2020) | Parámetros climáticos promedio de Junín Aero (1991–2020) | Parámetros climáticos promedio de Junín Aero (1991–2020) | Parámetros climáticos promedio de Junín Aero (1991–2020) | Parámetros climáticos promedio de Junín Aero (1991–2020) |
| Mes                                                      | Ene.                                                     | Feb.                                                     | Mar.                                                     | Abr.                                                     | May.                                                     | Jun.                                                     | Jul.                                                     | Ago.                                                     | Sep.                                                     | Oct.                                                     | Nov.                                                     | Dic.                                                     | Anual                                                    |
| -------------------------------------------------------- | -------------------------------------------------------- | -------------------------------------------------------- | -------------------------------------------------------- | -------------------------------------------------------- | -------------------------------------------------------- | -------------------------------------------------------- | -------------------------------------------------------- | -------------------------------------------------------- | -------------------------------------------------------- | -------------------------------------------------------- | -------------------------------------------------------- | -------------------------------------------------------- | -------------------------------------------------------- |
| Temp. máx. abs. (°C)                                     | 40.6                                                     | 36.5                                                     | 36.5                                                     | 34.5                                                     | 31.8                                                     | 26.5                                                     | 30.8                                                     | 35.3                                                     | 37.0                                                     | 37.4                                                     | 38.5                                                     | 41.3                                                     | 41.3                                                     |
| Temp. máx. media (°C)                                    | 29.8                                                     | 28.4                                                     | 26.9                                                     | 23.1                                                     | 19.2                                                     | 16.0                                                     | 15.2                                                     | 18.1                                                     | 20.2                                                     | 22.7                                                     | 26.5                                                     | 29.2                                                     | 22.9                                                     |
| Temp. media (°C)                                         | 23.0                                                     | 21.6                                                     | 19.7                                                     | 16.1                                                     | 12.7                                                     | 9.5                                                      | 8.7                                                      | 10.7                                                     | 13.2                                                     | 16.3                                                     | 19.6                                                     | 22.1                                                     | 16.1                                                     |
| Temp. mín. media (°C)                                    | 16.5                                                     | 15.6                                                     | 13.8                                                     | 10.6                                                     | 7.6                                                      | 4.4                                                      | 3.4                                                      | 4.7                                                      | 6.9                                                      | 10.2                                                     | 12.8                                                     | 15.1                                                     | 10.1                                                     |
| Temp. mín. abs. (°C)                                     | 6.2                                                      | 6.5                                                      | 2.8                                                      | -3.4                                                     | -7.5                                                     | -7.4                                                     | -8.0                                                     | -6.8                                                     | -5.4                                                     | -0.7                                                     | 1.7                                                      | 2.7                                                      | -8.0                                                     |
| Precipitación total (mm)                                 | 129.2                                                    | 115.0                                                    | 128.3                                                    | 127.5                                                    | 75.7                                                     | 31.4                                                     | 29.7                                                     | 40.8                                                     | 60.3                                                     | 134.2                                                    | 112.1                                                    | 121.0                                                    | 1105.2                                                   |
| Días de precipitaciones (≥ 0.1 mm)                       | 8.1                                                      | 7.8                                                      | 8.2                                                      | 8.1                                                      | 5.8                                                      | 4.2                                                      | 4.3                                                      | 4.0                                                      | 6.0                                                      | 10.2                                                     | 8.4                                                      | 8.7                                                      | 83.7                                                     |
| Horas de sol                                             | 291.4                                                    | 249.2                                                    | 229.4                                                    | 198.0                                                    | 167.4                                                    | 138.0                                                    | 148.8                                                    | 186.0                                                    | 201.0                                                    | 223.2                                                    | 261.0                                                    | 275.9                                                    | 2569.3                                                   |
| Humedad relativa (%)                                     | 69.6                                                     | 74.6                                                     | 75.9                                                     | 75.8                                                     | 78.9                                                     | 78.0                                                     | 75.7                                                     | 70.6                                                     | 68.3                                                     | 70.7                                                     | 65.7                                                     | 64.5                                                     | 72.4                                                     |
| Fuente: Servicio Meteorológico Nacional                  |                                                          |                                                          |                                                          |                                                          |                                                          |                                                          |                                                          |                                                          |                                                          |                                                          |                                                          |                                                          |                                                          |

## Turismo

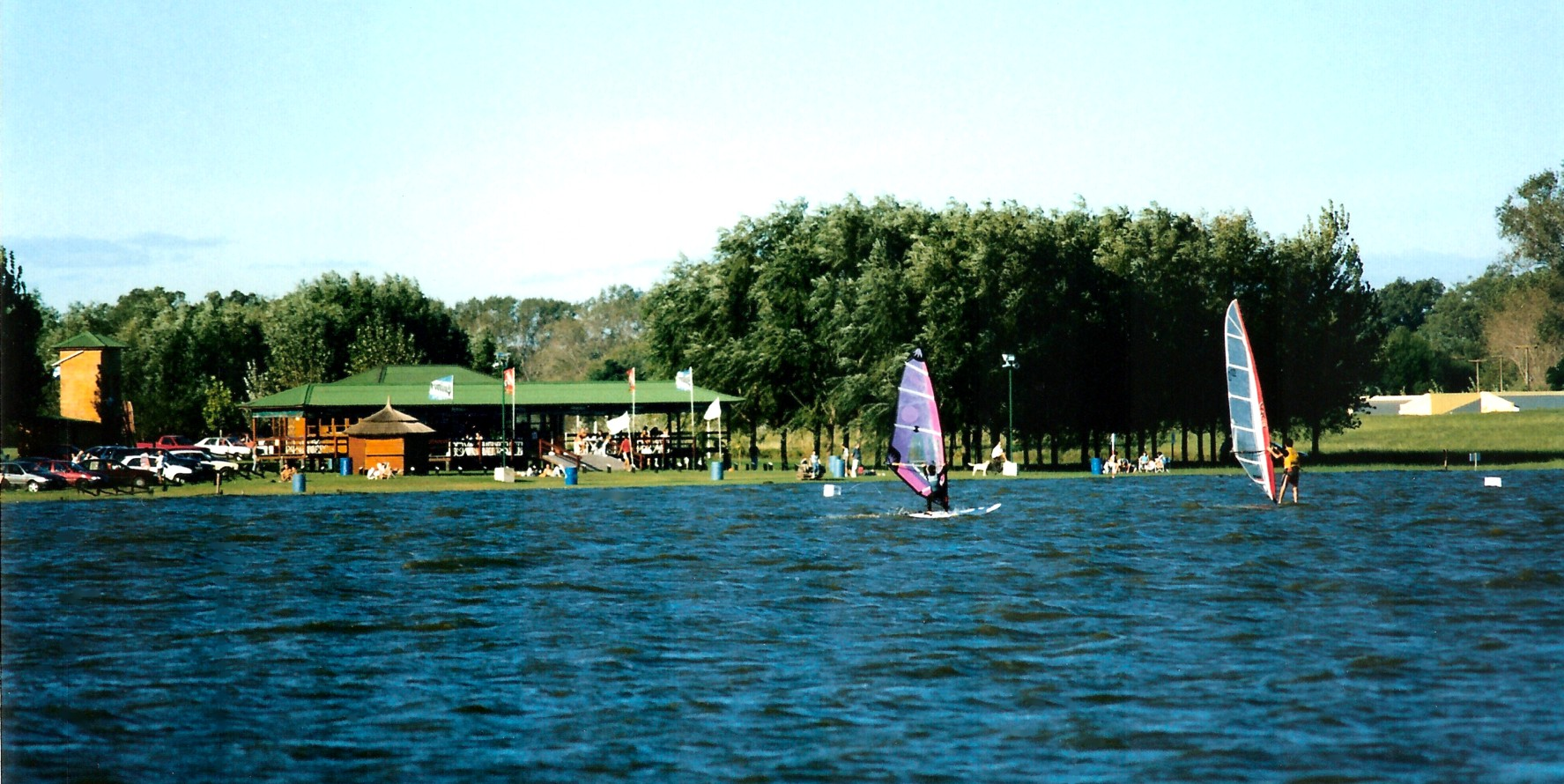
Zona del Camino Costero, en el parque natural Laguna de Gómez.

Junín es el principal centro turístico lacustre de la provincia de Buenos Aires, ofreciendo escenarios totalmente naturales y también excelente infraestructura, presentando opciones de hospedaje que van desde hoteles 4 estrellas hasta cámpines, desde apartoteles hasta paradores de pesca y desde estancias hasta complejos de búngalos. 350.000 personas visitaron el parque natural Laguna de Gómez.

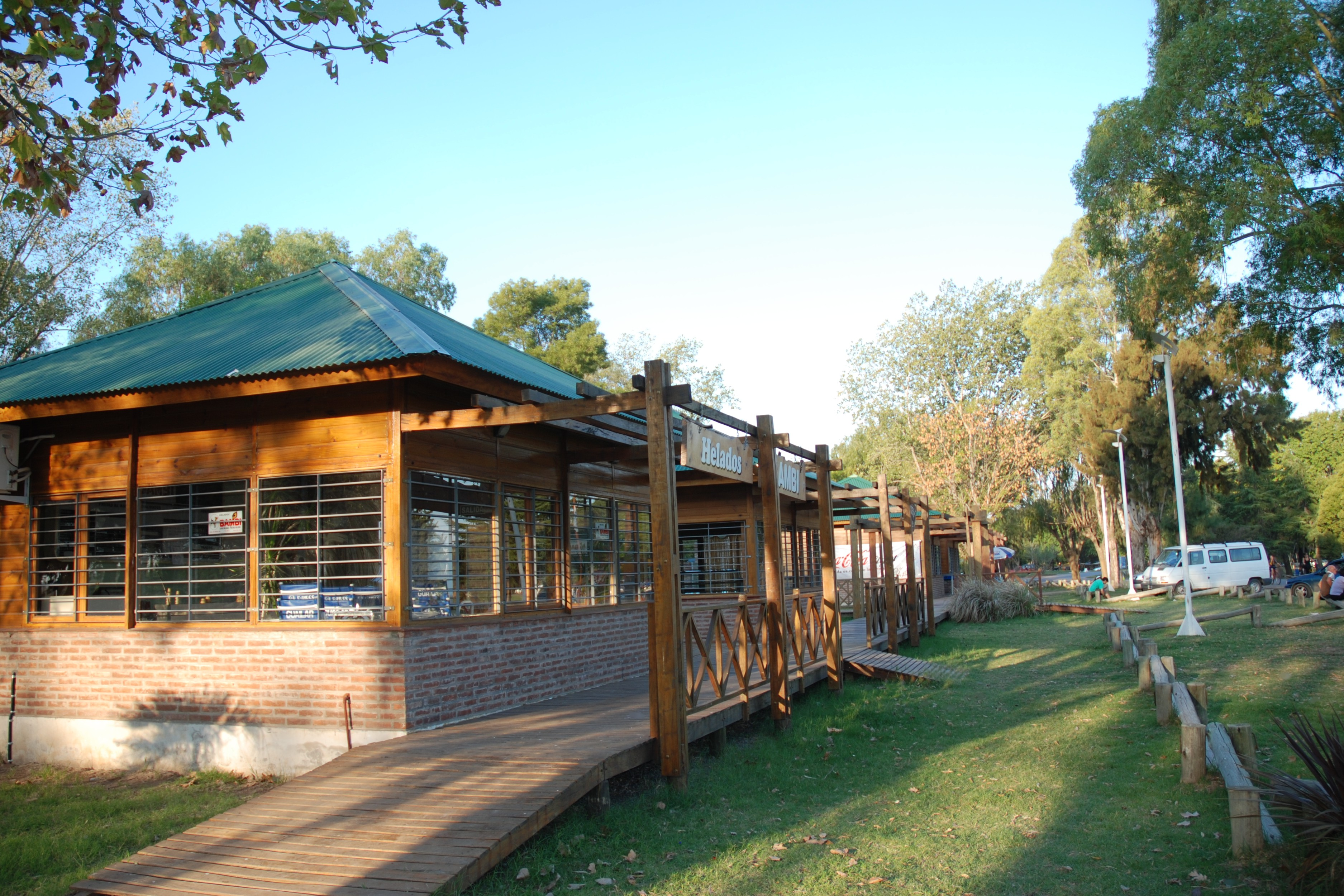
Centro de compras en el Paseo de los Navegantes, en el parque natural Laguna de Gómez.

Desde la Dirección de Turismo del Gobierno Local se realizó un balance de la temporada 2006/7, y de Semana Santa; con datos y cifras que marca como continúa el crecimiento de Junín como destino turístico, sin mencionar lo que significó la megamuestra ExpoAgro para Junín y la región. Durante la temporada visitaron el parque alrededor de 350 000 visitantes, y cerca de 50 000 en Semana Santa, llegando a cifra récord de visitantes el fin de semana del 13 y 14 de enero, ingresando más de 30 000 personas. Los visitantes provienen de diferentes puntos del país; además de las localidades vecinas como Rojas, Pergamino, Vedia, Alem, Lincoln, Chacabuco, Los Toldos, Bragado y 9 de julio entre otras, visitan la ciudad principalmente turistas de Rosario, Santa Fe, Córdoba, Gran Buenos Aires, Capital, La Pampa y Mendoza, además de extranjeros.
Las casas de Alquiler turístico con casi 500 plazas, y el camping municipal estuvieron en un 70 % de ocupación durante la temporada llegando al 100 % los fines de semana, derivando turistas a hoteles de la ciudad.
Desde el inicio de la temporada hasta Semana Santa se realizó la Ruta del Ocio con diferentes actividades deportivas, recreativas, y culturales; Atardecer Musical todos los domingos, donde participaron diferentes artistas.
El IV Motoencuentro que asistieron alrededor de mil motos y 1300 moteros. En lo que respecta a lo deportivo se desarrollaron los Torneos de Fútbol Playero, y Tocata Rugby, los clásicos Cruces de Natación, el II Encuentro de parapentes, y el Encuentro y Clínica de Kitesurf resaltando a Junín como destino elegido por la región para la práctica de los deportes náuticos.
En Semana Santa se desarrollaron actividades para toda la familia durante el viernes, sábado y domingo, donde actuaron Horacio Jauregui presentando el unipersonal Aladino, el Mago Brian, La Calle de los Fantasmas obra de títeres con los Títeres de Silvina Prandi, los Seguidores del Atardecer con canciones para chicos y el colorido de los Juegos Inflables, Plazas Blandas y el Maquillaje Infantil.

## Espacios verdes

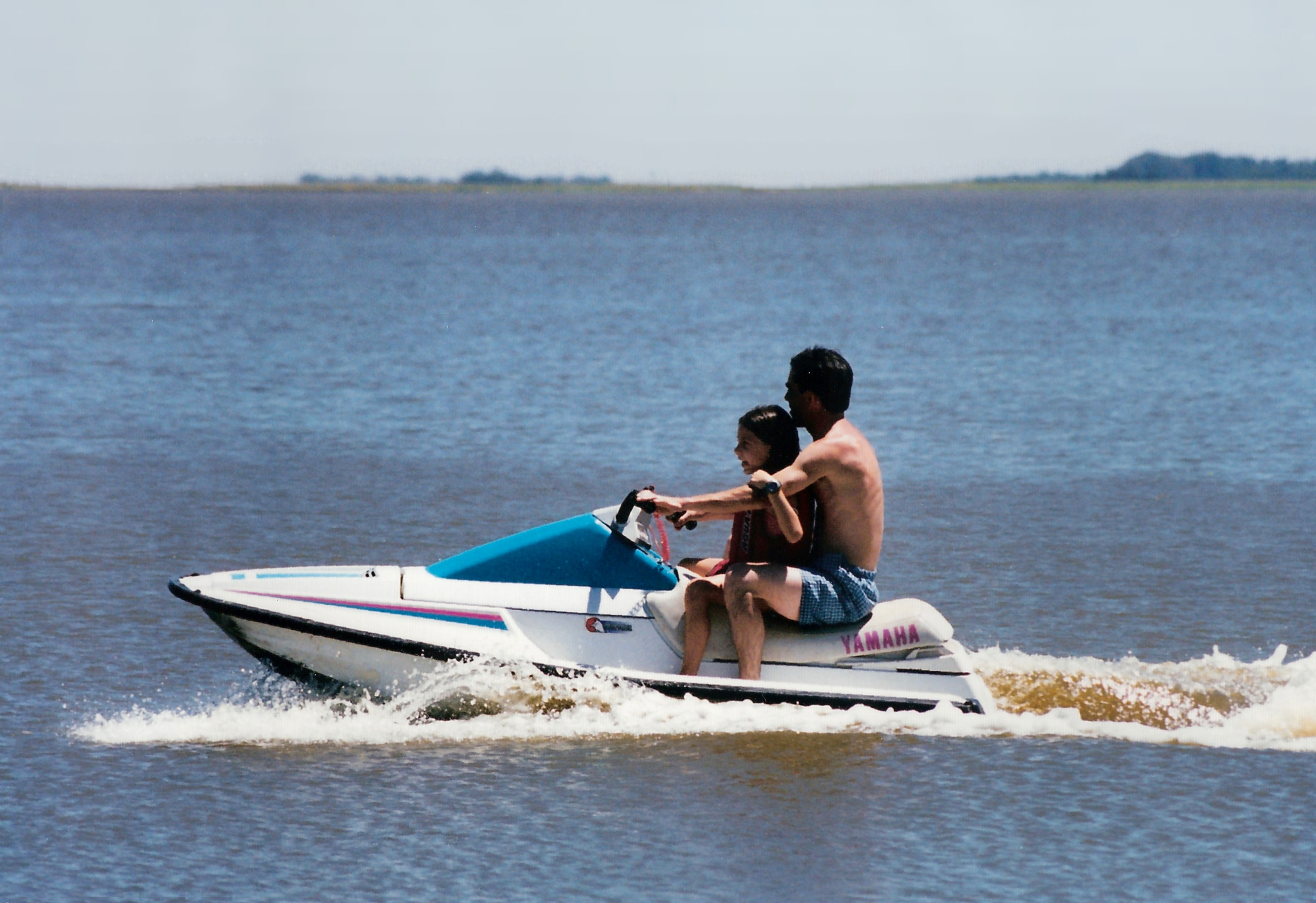
El parque es ideal para los deportes náuticos.

### Parque natural Laguna de Gómez

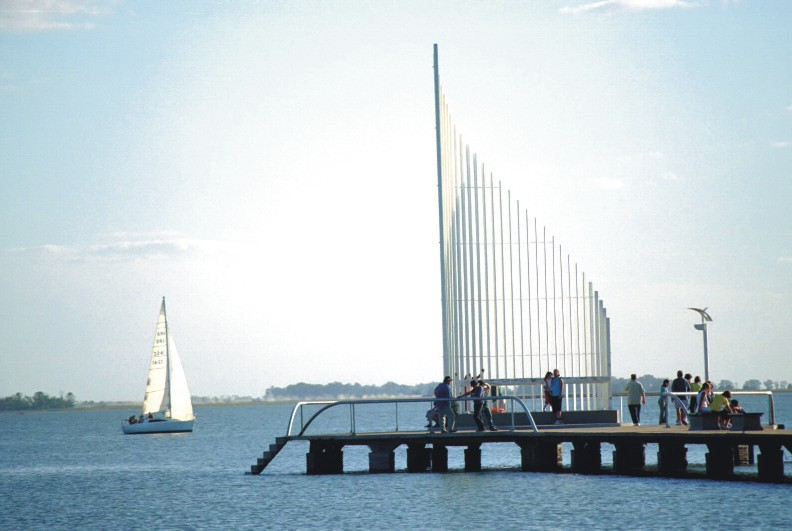
Extremo del espigón central.

El parque natural Laguna de Gómez es un centro turístico que ocupa 200 ha ubicado en el extremo sudoeste de la planta urbana de la ciudad, a 11 km del área céntrica. Se apoya en el brazo sudeste de la Laguna de Gómez, que le brinda su característico paisaje.
Posee una amplia infraestructura de servicios compuesta por restaurantes, áreas de acampada, un apart hotel, destacamento policial, asistencia médica, proveedurías, kioscos, centro comercial y alquiler de embarcaciones, entre otros.
Es la sede de la Fiesta Provincial del Pejerrey, que ya es un clásico al cual concurren aficionados de diferentes latitudes. El evento se realiza anualmente en Junín dadas las excelentes condiciones para la pesca deportiva del pejerrey "flecha de plata" en la Laguna de Gómez. Dicho espejo de agua fue categorizado en 2006 por la Secretaría de Agricultura, Ganadería y Pesca en el primer puesto provincial para desarrollar dicha actividad.
La práctica de deportes náuticos tiene aquí un escenario de excelentes condiciones. Se puede practicar, por ejemplo, windsurf, esquí acuático, motonáutica, yachting y jet ski. El Club Náutico de Junín tiene su sede en la rotonda oeste, brindando bajada con grúa, surtidor de combustible y guardería de embarcaciones.
Junto al parque se encuentra el Autódromo Eusebio Marcilla, de 4.200 metros de longitud y perteneciente al Auto Moto Club Junín. Allí se realizan competiciones de las máximas categorías del automovilismo argentino: Turismo Carretera, TC 2000 y Top Race, entre otras.
Frente al autódromo se encuentra el Club de Planeadores de Junín, sede del único campeonato mundial de vuelo a vela realizado en Argentina, y de varios campeonatos nacionales. Desde allí se realizan vuelos en planeador y avioneta sobre la Laguna de Gómez y la ciudad de Junín.
Sobre el Camino Costero tiene su sede la Asociación Parapente Junín, entidad que en 2013 logró el récord Guinness al reunir 224 paramotores volando en forma simultánea.

### Parque Borchex

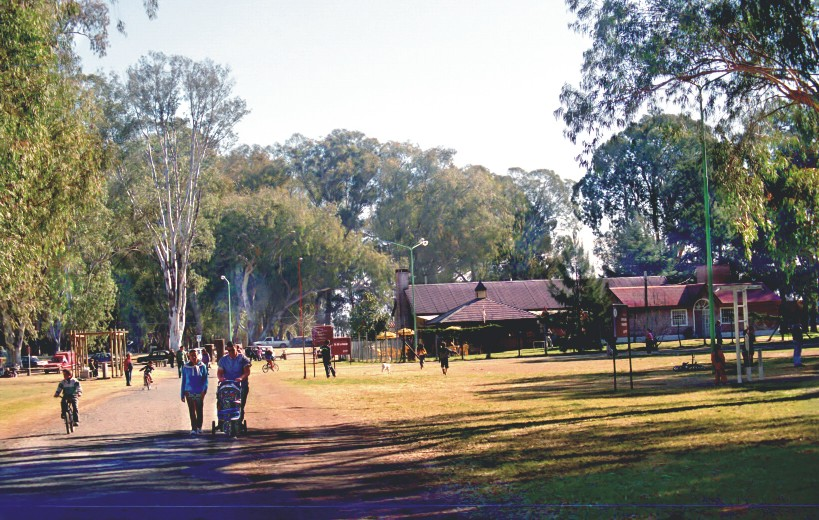
Zona central del Parque Borchex.

El Parque Municipal Borchex es un espacio verde público de 50 hectáreas ubicado a solo diez cuadras del centro de Junín. Ocupa una franja de dos kilómetros de largo, ubicada entre la avenida de Circunvalación Eva Perón y el río Salado.
Con una frondosa arboleda que data de la década del 30, fue recientemente modernizado incorporando un restaurante, vestuarios, baños, un lago y una pista de la Salud de 1600 metros de longitud. La misma cuenta con seis estaciones para hacer diferentes ejercicios físicos, cada una con los elementos necesarios. El parque también posee varias canchas de fútbol, un amplio sector de juegos infantiles y bancos.
Las obras del Plan Hídrico de la Cuenca del Salado, realizadas entre 2005 y 2007, cambiaron la imagen del parque. El río fue rectificado y ensanchado, por lo que se demolieron todos los puentes y se construyeron nuevos. Además, la nueva traza del canal le aportó varias hectáreas más al parque.

### Laguna El Carpincho

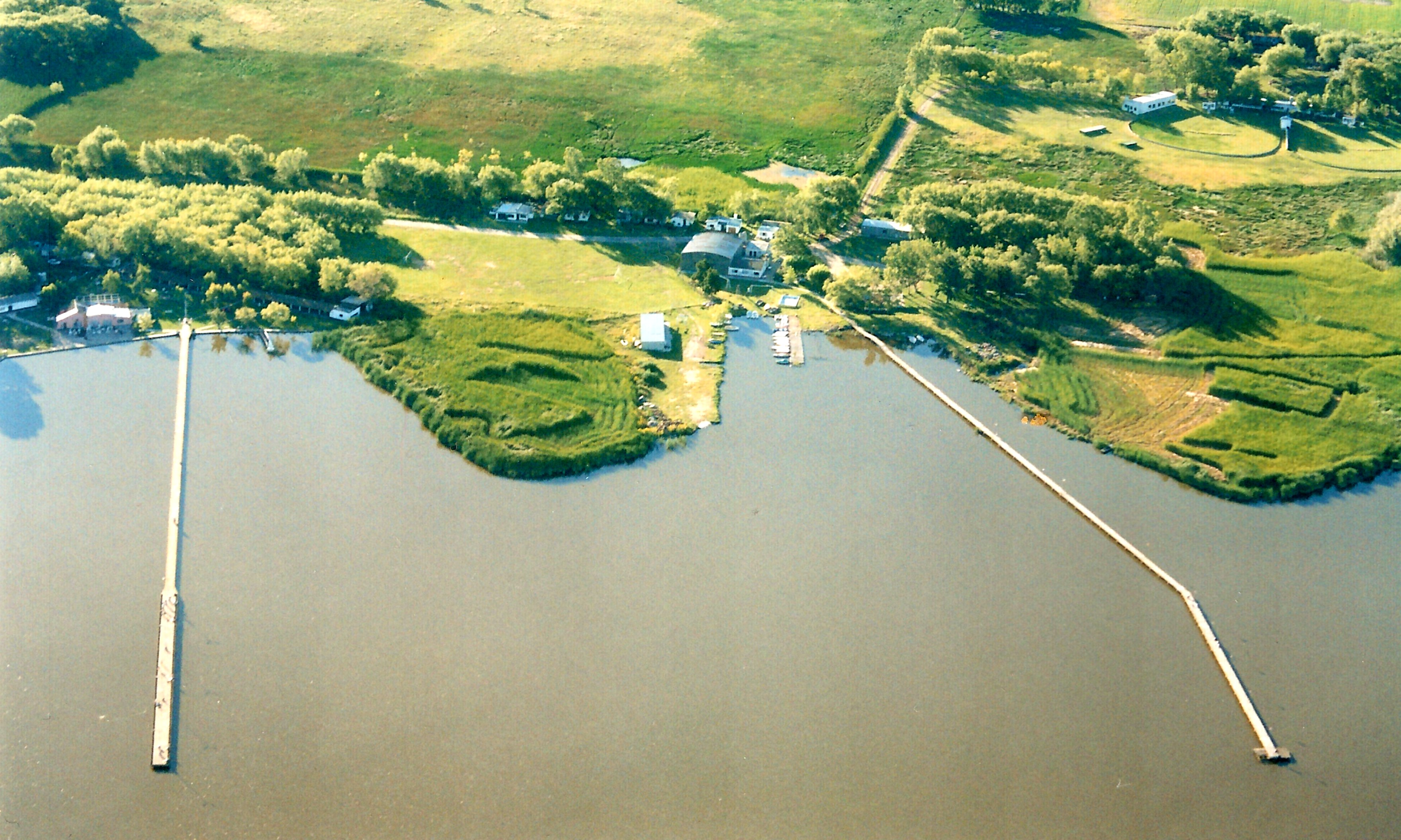
Vista aérea de la costa noroeste de la laguna El Carpincho, en Junín, Argentina. Se aprecian las instalaciones y espigones de los clubes de Pescadores (izquierda) y Cazadores (centro y derecha).

La Laguna El Carpincho se encuentra a solo cuatro kilómetros del centro de la ciudad. Se llega fácilmente a través de la Avenida de Circunvalación Eva Perón y luego por el acceso a la laguna, ambos totalmente pavimentados. En este lugar tienen sus sedes los clubes de Pescadores y Cazadores.
Tiene una extensión de 400 ha y una profundidad máxima de 1,50 m, se relaciona íntimamente con el Río Salado y está íntegramente dedicada a la pesca.
Dos instituciones disponen allí de cómodas instalaciones y servicios que hacen más placentera la estadía de los que deciden visitarla, ellas son:
"Club de Pescadores" fundado en 1942 que desde su nacimiento se preocupó por la población de los ejemplares ictícolas preferidos y la conservación de la fauna. Cuenta con un laboratorio hidrobiológico donde se crían alevines para su siembra.
"Club de cazadores" fundado en 1938, que con sus instalaciones y actividades comparte el privilegio de la frescura que brinda ese pequeño paraíso, que también tiene como actividades deportivas el "tiro a la hélice" y la "pesca".
Vecinos a la laguna "El Carpincho" y frente a la ciudad, sobre el río Salado, se encuentra el parque público "Borchex" con una pista de la Salud y el Complejo Deportivo Municipal.

### Laguna Mar Chiquita
La Laguna Mar Chiquita se encuentra ubicada a 24 km de Junín. Su cubeta original durante el Ciclo Seco es de 2.600 ha (llegando en el Ciclo Húmedo, a unas 6.000 ha) y tiene una profundidad media de 1,30 m y una máxima de casi 5 metros en condiciones normales siendo la misma de muy poco caudal. Es de propiedad fiscal y está habilitada para la pesca deportiva. En la entrada hay un espigón donde hay excelente pesca de costa. Su fondo es de tosca pero con alta cantidad de sedimentos livianos (arenisca). Los vientos la enturbian notablemente. 
Sus costas son barrosas con algunas barrancas bajas de tosca y muchos juncales en sus orillas. Tiene como afluente al río Salado y como emisario al mismo río y está prácticamente conectada con las lagunas de Gómez y El Carpincho como de la misma manera lo está con gran cantidad de espejos de agua conectados por el Río Quinto y nuestro querido Salado. Es una masa de agua creada por los desbordes del mismo río Salado convirtiéndola en un gran bañado que se vuelve cíclico junto con este.

## Cultura

### Museos

#### MUMA

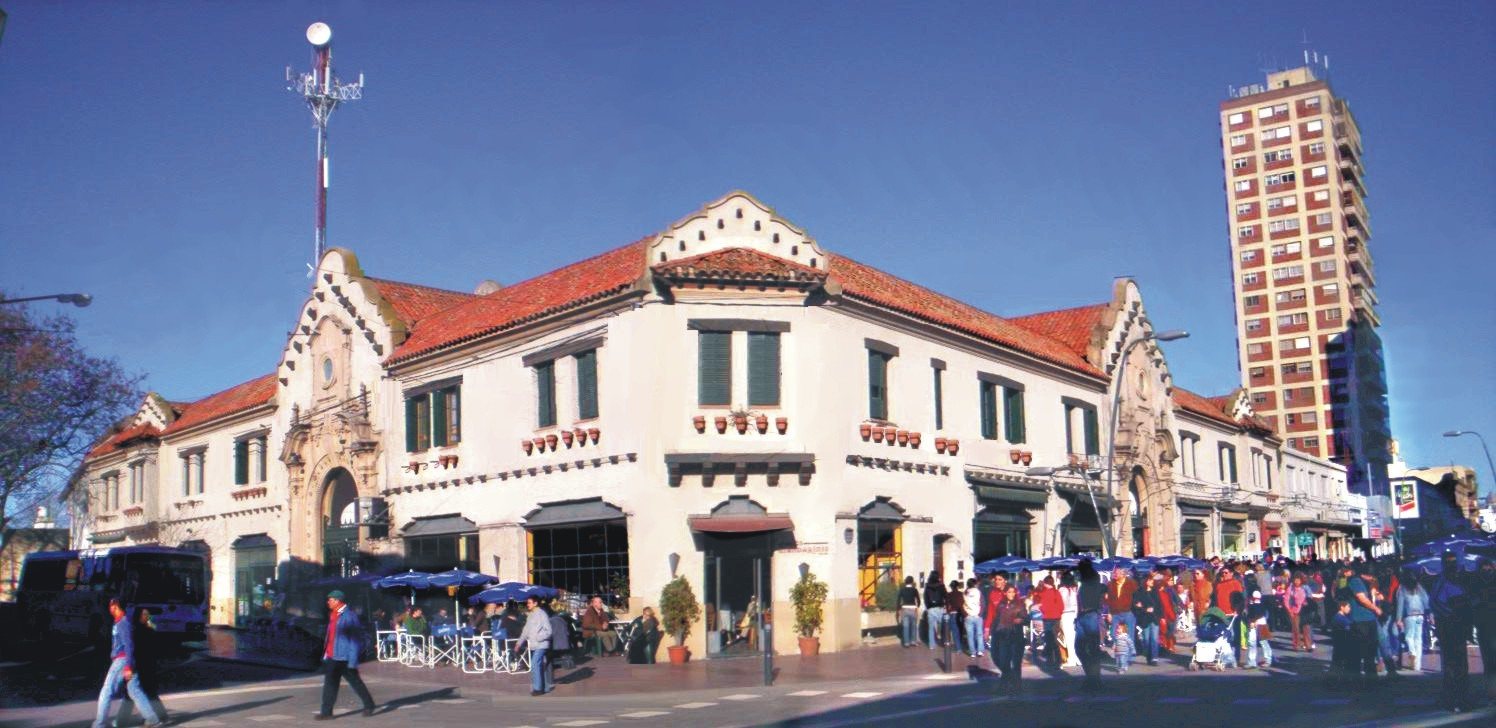
El MUMA, Museo Municipal de Arte Ángel María de Rosa.

El Museo Municipal de Arte "Ángel María de Rosa" fue inaugurado en 1944, llamándose en ese momento "Museo Municipal de Bellas Artes". Encontró su lugar definitivo en 1978, en el reciclado edificio neo-colonial del antiguo Mercado Municipal. Actualmente lleva el nombre de Ángel María de Rosa en homenaje a su fundador y destacado artista juninense.
Su caudal artístico fue creciendo sin pausa, hasta llegar a un patrimonio actual de más de 800 obras de destacados artistas argentinos, siendo uno de los museos más bellos de la provincia. Atesora obras de artistas de trayectoria reconocida a nivel nacional e internacional, como Antonio Berni, Hermenegildo Sábat, Sara Facio y Pio Collivadino. También es anfitrión de nuevos valores de Junín y de la región.
Cuenta con una biblioteca especializada en arte y un auditorio para conciertos y presentaciones de libros. En las salas de exposiciones transitorias, artistas de nivel nacional se alternan con exponentes locales.
Las modernas instalaciones del museo son ámbito de innumerables y variadas exposiciones de arte plástica, escultura y fotografía. Visitas guiadas, conferencias y charlas especializadas acentúan la interacción de este espacio artístico-cultural con su público.

#### Museo Histórico Municipal

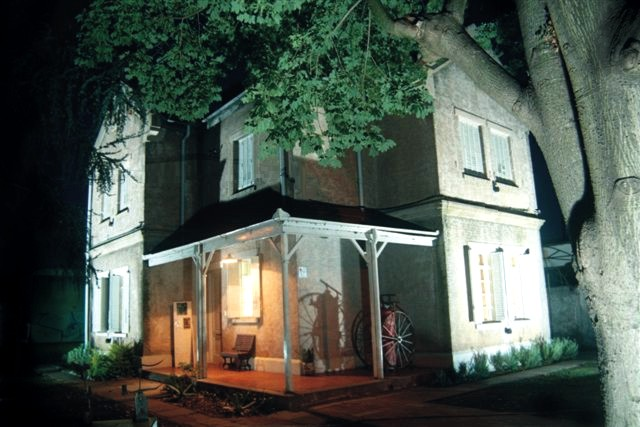
Edificio del Museo Histórico de Junín.

El Museo Histórico de Junín se encuentra en una casona de estilo industrial inglés que perteneciera a los jefes de la estación local.
Entre los objetos que se exhiben se encuentra el escritorio donde se confeccionó el acta de matrimonio civil entre Eva Duarte y Juan Domingo Perón.
Posee una sala de paleontología donde pueden verse exponentes de la megafauna pampeana del período cuaternario, y otra denominada "Raúl Scalabrini Ortiz", destinada a elementos cedidos por Ferrocarriles Argentinos y por vecinos relacionados con la actividad ferroviaria.
También posee salas transitorias que renuevan mensualmente sus exposiciones, albergando distintas muestras patrimoniales o itinerantes.
Sala de Paleontología
La actual Región Pampeana y particularmente su sector bonaerense ha aportado el más variado y continuo registro de mamíferos. En este escenario se desarrollaron diferentes procesos evolutivos de vertebrados, cuyos restos constituyen una de las evidencias fósiles más importantes del continente sudamericano de los últimos diez millones de años. Los restos que se encuentran expuestos pertenecen al nivel Lujanense, con una antigüedad de 40.000 a 8500 años.
El clima de esta zona, más árido y frío que el actual, correspondía a un paisaje de médanos y pastizales, y fue denominado por Florentino Ameghino “Mar de arena”.
Aproximadamente 18.000 años atrás esta fauna alcanzó su máximo esplendor, destacándose grandes mamíferos como los osos, megaterios, gliptodontes, macrauquenias y caballos americanos.
Sala Scalabrini Ortiz.
Los antecedentes del ferrocarril en Junín se remontan al 13 de mayo de 1884, día en que llegó la primera locomotora perteneciente al Ferrocarril Buenos Aires al Pacífico (B. A. P.)
de capital británico.
En 1886 se instalaron en la ciudad los talleres ferroviarios, y junto a ellos llegaron numerosos grupos de inmigrantes italianos y españoles, atraídos por una fuerte demanda de mano de obra, naciendo entonces los barrios Pueblo Nuevo y Villa Belgrano, consecuencia directa de un crecimiento vertiginoso de la población local.
La política neoliberal de los 90 determinó la transformación y decadencia ferroviaria, con una triste incidencia no solo en la actividad de los talleres y en la frecuencia de los trenes, sino también en la historia e idiosincrasia de un Junín que aún hoy espera recuperar aquello que supo ser el orgullo de toda una ciudad.
Las exposiciones de estas salas se renuevan mensualmente, albergando distintas muestras patrimoniales o itinerantes. El Museo Histórico de Junín se encuentra en una casona de estilo industrial inglés que perteneciera a los Jefes de la Estación, en la intersección de las calles Quintana y Newbery.

#### Mercado Artesanal

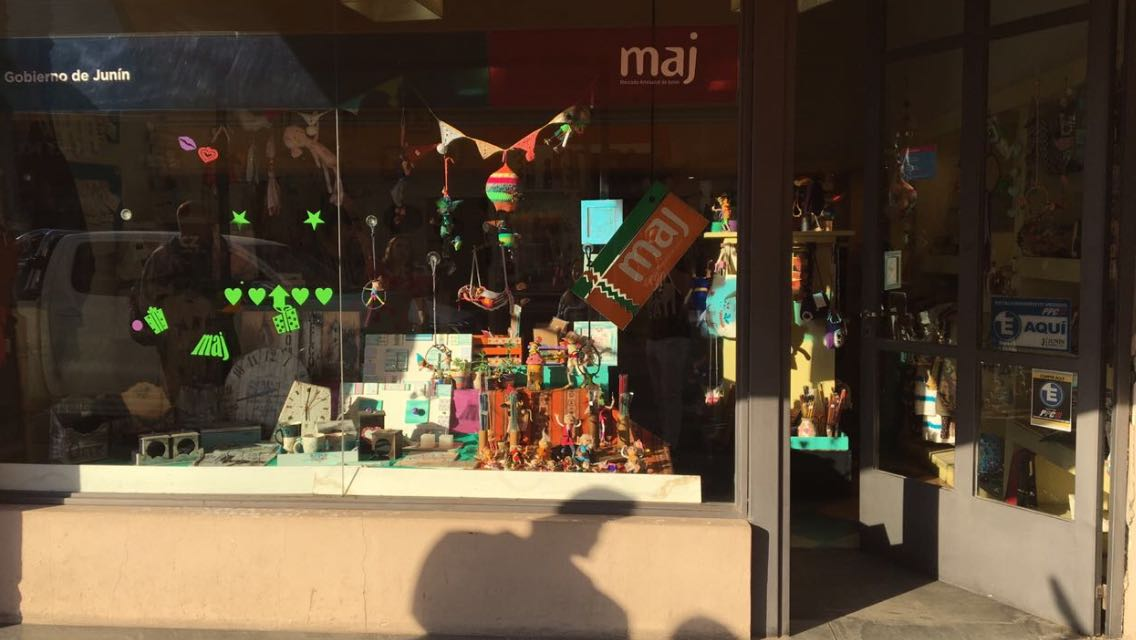
Frente del Mercado Artesanal de Junín

El Mercado Artesanal de Junín surge como resultado del trabajo entre la Dirección General de Cultura y la Subsecretaría de Economía y Producción de Junín en conjunto con los artesanos locales.
El local abrió sus puertas al público el 27 de marzo de 2007 en la calle Hipólito Yrigoyen 71, para luego mudarse al edificio que antiguamente ocupaba el ex Mercado Público Municipal, ubicado en la intersección de la calle Hipólito Yrigoyen y la Av. Roque Sáenz Peña.
Este es un emprendimiento del Gobierno de Junín en el que los artesanos de la ciudad encuentran un espacio de promoción, desarrollo y venta de sus producciones.
La idea del proyecto se gesta en el año 2003, de la mano de un grupo de artesanos locales llamados “El Cenard”. 
Actualmente se encuentran asociados alrededor de unos 50 artesanos, que se dedican a la práctica de varias artesanías entre las cuales encontramos prendas tejidas y bordadas, objetos de cerámica y mosaiquismo, accesorios en cuero y alpaca, juegos didácticos, entre otras. Los productos se encuentran distribuidos en las dos plantas con las que cuenta el edificio.
En todo momento se busca que los rubros no se repitan con el fin de evitar la competencia entre los propios artesanos, y además, se promueve la innovación y creación de nuevos productos.
Todos los años se realiza una convocatoria general para atraer nuevos artesanos, cuyas producciones son evaluadas por un jurado que se encarga de seleccionar a quienes pueden exponer en el mercado. El día de la convocatoria debe presentarse en la sede junto con un total de tres a cinco piezas que ilustran su técnica de trabajo, los materiales empleados y las herramientas.
Los turistas pueden visitar el local durante la mañana y la tarde de lunes a sábados. Allí se encuentran con la atención de Ana Caro y María Paula Torres.

### Teatros

#### Cine Teatro San Carlos

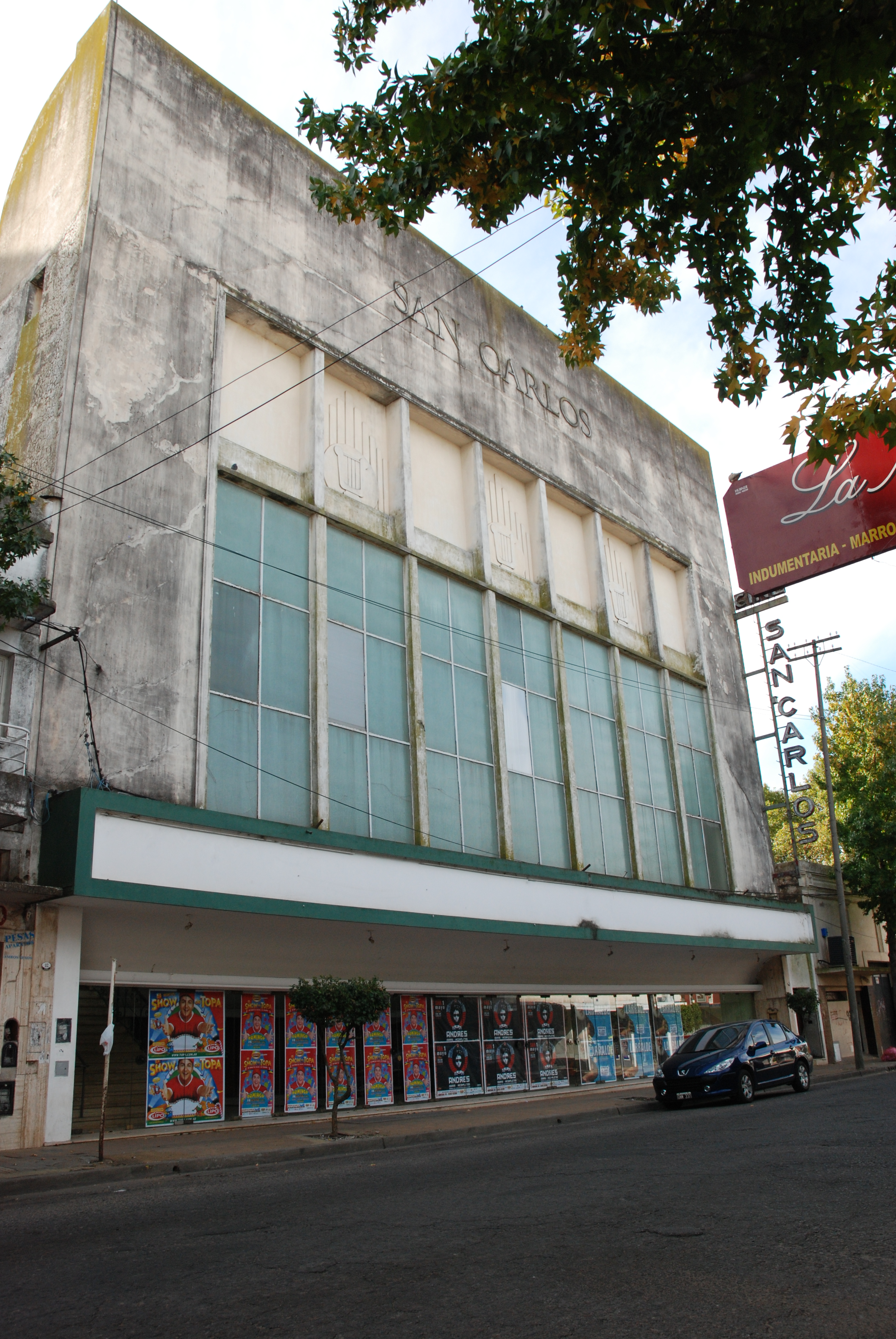
Fachada del Cine San Carlos, ubicado en Avenida Arias 112.

Fundado el 15 de marzo de 1946, el Cine Teatro San Carlos fue, al momento de su inauguración, la segunda sala de teatro con más butacas del país detrás del Teatro Gran Rex y la mejor de la provincia de Buenos Aires. 
Su inauguración en 1946 fue con la película "No salgas esta noche" de Arturo García Buhr, estrenada el 25 de enero del mismo año, con capacidad llena y gente en los pasillos. La velada se completó con varios cortos en tecnicolor, "Los dos barberos", "Portugal, puerto de Europa" y "El cuento del lobo", además del Noticiero de Brithis y la actualidad del mundo. Además de la proyección de películas, por la sala pasaron grandes figuras del teatro y los espectáculos como Ricky Martin, Mercedes Sosa, Charly García, Raphael, Cacho Castaña, Sandro, Sabina, Andrés Calamaro, Diego Torres, Ricardo Montaner, Julio Bocca, los Pimpinela, Los Nocheros, Puma Rodríguez, entre otros, además de figuras infantiles como Panam, Piñón Fijo y Topa. La sala funcionó como cine hasta 2001, y fue utilizada exclusivamente para espectáculos hasta su cierre el 22 de diciembre de 2010.
El 27 de julio de 2024 la sala fue concesionada por diez años a la familia Dimarco, dueña de Dimarco Internacional, y se espera su reapertura tanto para cine como espectáculos el 15 de marzo del 2025. Con una capacidad actual de 1801 butacas, la sala se volvería la tercera con más capacidad del país.

#### Teatro de la Ranchería

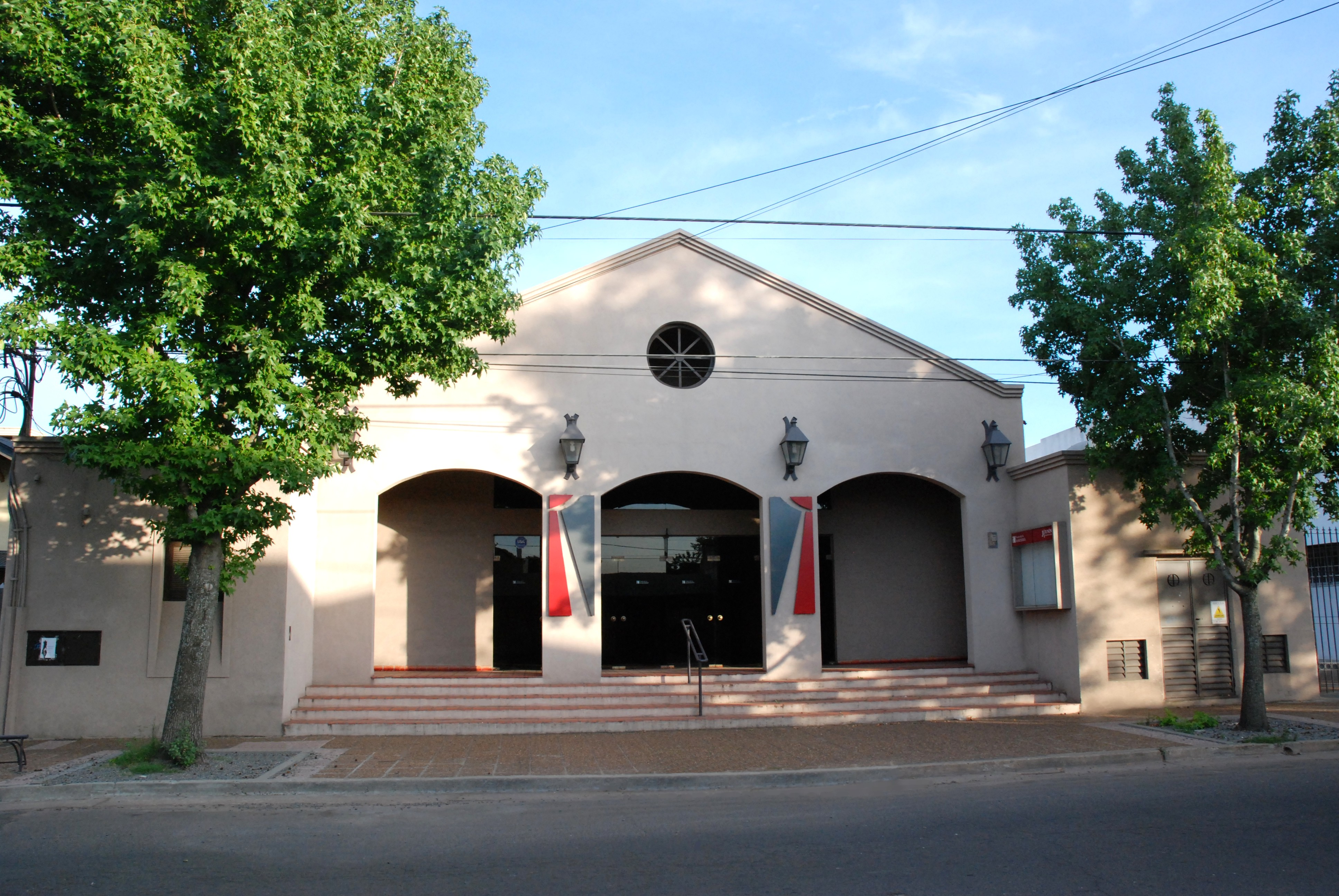
Fachada del Teatro de la Ranchería, ubicada en Chacabuco 40.

El 29 de mayo de 1975 quedó inaugurado el Teatro de la Ranchería, propiedad de El negro Omar de Junín, que fuera dirigido y administrado por COART (Coordinadora del Arte Junín).
En 1974, el Concejo Deliberante designó al Teatro de La Ranchería con el nombre de Teatro Municipal Horacio José de la Cámara.
En 1974 se originó un incendio en el quincho de la entrada del teatro el que quedó totalmente destruido. 
En 1995, luego de una importante remodelación, se realizó oficialmente la reapertura del teatro, imponiéndose nuevamente el nombre de “La Ranchería” y la sala se denominó “Horacio J. de la Cámara”.

#### Teatro Dadá Club de Arte
El 1 de marzo de 2014 se inaugura este teatro independiente emblemático de dicha ciudad. En él se han generado 3 ediciones del Festival internacional de teatro para las infancias, 2 Festivales internacionales de Teatro y más de 1000 puestas referentes de todas partes del país. Cuenta con una capacidad de 160 butacas ubicado en calle Winter 78 en pleno centro urbano. Sus socios fundadores son Javier Mattioli Montes, Natalia Soledad Rocha, Ramiro Noirat, Georgina Medialdea y Luciana Klher. En dicho espacio se brindan actividades culturales de las más diversas. Clases para niños, adolescentes y adultos. También hay exposición de artes visuales en su primer piso y se proyectan películas de manera gratuita para todo público.

### Escritores
- Pablo Albarello
- Juan José Becerra
- Germán Leopoldo García

### Fiestas y eventos
- Expoagro

Expoagro es la muestra agropecuaria a campo abierto más grande y más completa del mundo. Se realiza una vez por año, generalmente en marzo, en diferentes lugares de la zona agrícola de Argentina.
Junín fue la sede de la primera edición de Expoagro, en 2007, y 2012. Según declaraciones de Félix Sammartino, primer gerente general de la megamuestra, "Junín está en el tope de las ciudades con posibilidades de recibir Expoagro" dado que "es una ciudad con infraestructura acorde en cuanto a hotelería, gastronomía y abastecimiento en general, para recibir las miles de personas que convoca".
- Festival Nacional de Tango Junín 2008

Con un programa de lujo, se desarrolla el IV Festival Nacional de Tango Junín 2008. Abriendo el Festival. Con la presencia de la Orquesta Color Tango con la presentación de Roberto Decarre, y la actuación como invitado su padre el tanguero Omar Decarre. También estuvieron presentes, el juninense Juanjo Domínguez y cerrando la primera noche Amelita Baltar, quien vivió un tiempo en la ciudad y cantó por primera vez en Junín en el III Festival de Tango en el 2007. También estuvieron Violeta Rivas y Néstor Fabián, Chiqui Pereyra, Adriana Varela, Hugo Marcel y cerrando la IV edición el maestro Mariano Mores y su orquesta. Completan la programación el Ballet Sangre Latina y los muchos artistas locales y regionales. Con el fin de colaborar con instituciones educativas, el valor de la silla es de un útil escolar y todo lo recaudado será entregado a las escuelas antes del comienzo del ciclo lectivo.
- Fiesta Provincial del Pejerrey

Comprende un concurso de pesca para el pescador y su familia, con las modalidades de costa, individual y embarcados por tríos. Se lleva a cabo anualmente en el mes de mayo, en el parque natural Laguna de Gómez. El pejerrey "flecha de plata" es la especie íctica más importante de la provincia, tanto desde el punto de vista comercial como deportivo.
- Fiesta de la Primavera

Tradicional encuentro de jóvenes de la región, cada 21 de septiembre, en el parque natural Laguna de Gómez.
- Fiesta de la Torta de Trigo y Manjares Árabes

Se realiza anualmente, en el mes de junio. Se presenta un programa de gastronomía, danzas y la música de artistas nacionales, regionales y locales
- Expo Junín

Es organizada por la Sociedad Rural de Junín y lleva más de 60 exposiciones que se realizan todos los años durante el mes de agosto. Es una muestra agropecuaria, ganadera, comercial, industrial, forrajera y canina. Es visitada por más de 100.000 personas cada año.
- Expo Miel
- Fiesta Regional del Fiambre Casero
- Fiesta Provincial del Cosechero

Exposición agroindustrial, comercial, artesanal, de antigüedades, cultural y educativa, de granja y jardinería que se realiza anualmente en el mes de octubre, en la localidad de Morse, ubicada a 29 km de la ciudad de Junín, en el sur del partido homónimo. Incluye también actividades organizadas por las direcciones de Cultura y de Deportes, elección de la reina del Cosechero, recitales, práctica del pato, fogones y un gran festival folclórico. Hay desfiles de instituciones, centros tradicionalistas y maquinarias de trabajo.
- Expo Chinchillas

Exposición de Chinchillas celebrada anualmente el 9 de julio destinada a la enseñanza y muestra de la actividad.

## Educación

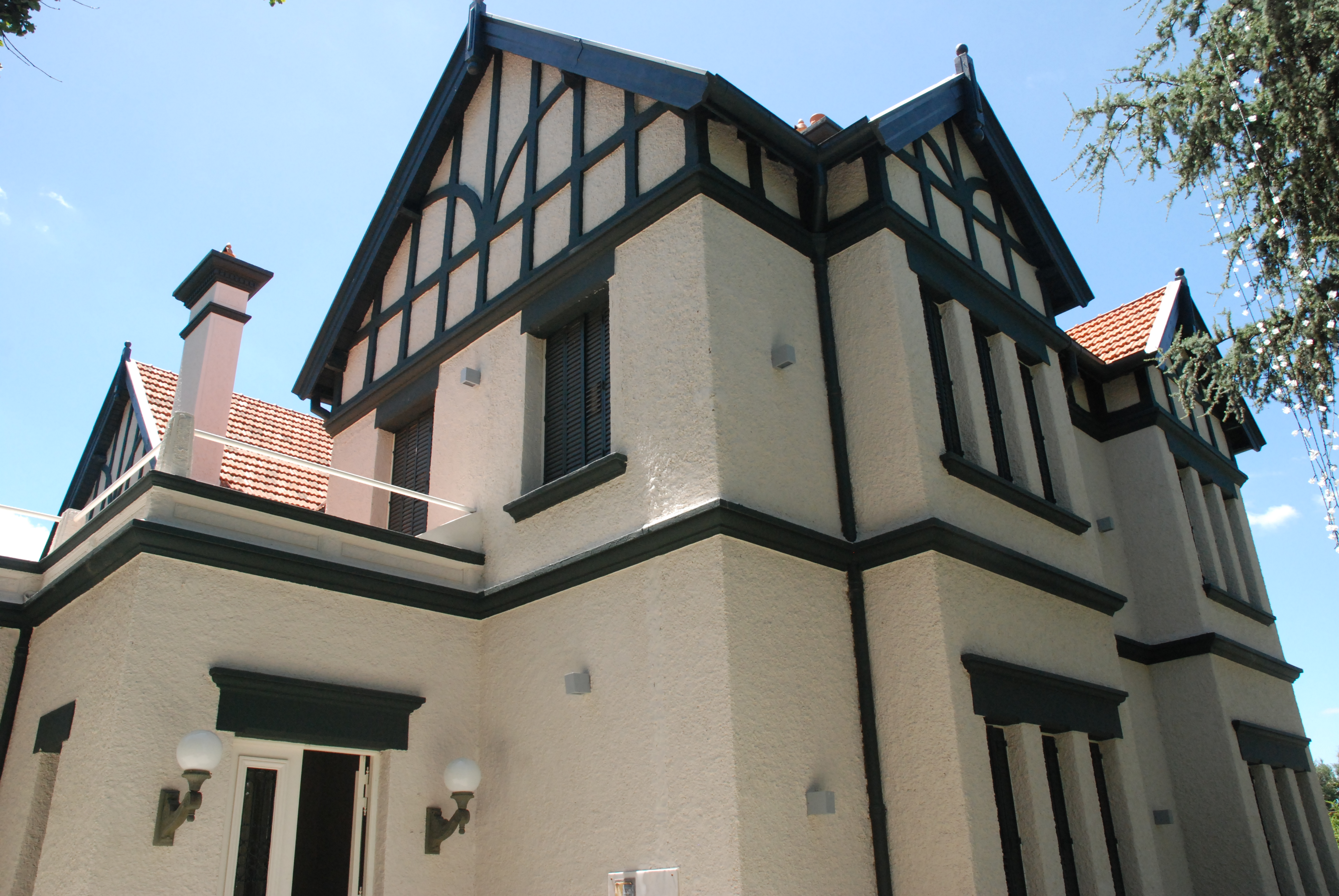
Rectorado de la Universidad Nacional del Noroeste de la Provincia de Buenos Aires.

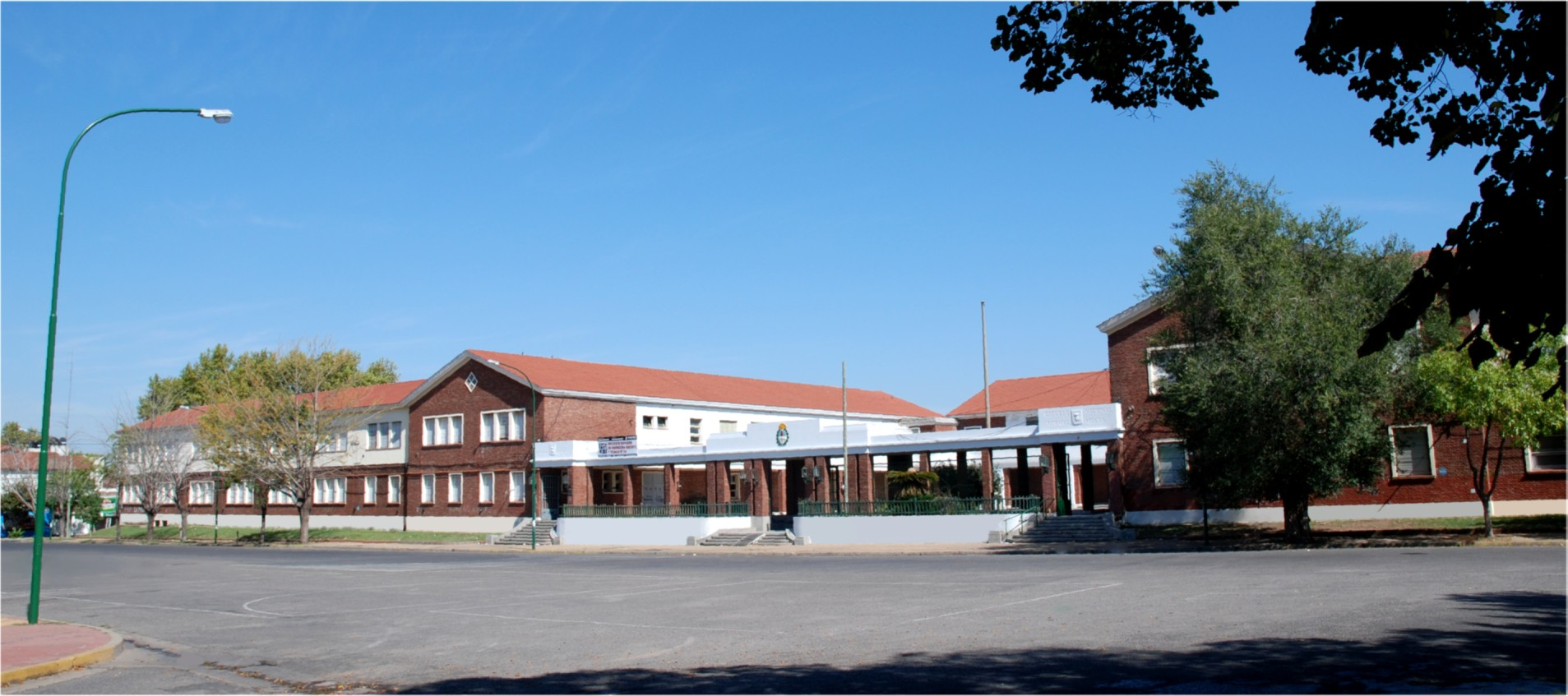
Instituto Superior de Formación Docente y Técnica n.º 20 (izquierda) e Instituto Superior de Formación Docente n.º 129 (derecha).

Junín es el principal centro educativo del noroeste bonaerense. Cuenta con un gran número de establecimientos escolares en todo el partido tanto para la primaria, secundaria y para estudios universitarios.

### Educación inicial, primaria y secundaria
| Educación Inicial                                                 | Dirección                                             |
| ----------------------------------------------------------------- | ----------------------------------------------------- |
| Jardín de Infantes N.º 901 "Sara Marino"                          | Álvarez Rodríguez 52                                  |
| Jardín de Infantes N.º 902 "Manuel Belgrano"                      | Bartolomé Mitre y 25 de Mayo (Agustín Roca)           |
| Jardín de Infantes N.º 903 "María Elisa Figueroa"                 | Av. De Los Tilos 139 (Morse)                          |
| Jardín de Infantes N.º 904 "Mariquita Sánchez de Thompson"        | Güemes 754                                            |
| Jardín de Infantes N.º 905 "Mercedes de San Martín"               | Posadas 252                                           |
| Jardín de Infantes N.º 906 "Alfonsina Storni"                     | Tucumán 995                                           |
| Jardín de Infantes N.º 907 "Gabriela Mistral"                     | General Frías 24                                      |
| Jardín de Infantes N.º 908 "Nahuel Payún"                         | Alberdi S/N (Cuartel II - Campo La Cruz)              |
| Jardín de Infantes N.º 909 "José Hernández"                       | José Hernández 262                                    |
| Jardín de Infantes N.º 910 "Rosario Vera Peñaloza"                | French y Gandini                                      |
| Jardín de Infantes N.º 911 "José de San Martín"                   | Roque Sáenz Peña y Obligado                           |
| Jardín de Infantes N.º 912 "Domingo Siccardi"                     | S/N (Saforcada)                                       |
| Jardín de Infantes N.º 913 "Granadero Baigorria"                  | Cabrera 423                                           |
| Jardín de Infantes N.º 914 "Josefina Alvarello de Moreni"         | Maipú 77                                              |
| Jardín de Infantes N.º 915 "Paula Albarracín"                     | Arquímedes 1256                                       |
| Jardín de Infantes N.º 916 "Luis B. Negretti"                     | Bolívar 329                                           |
| Jardín de Infantes N.º 917 "Evita"                                | Paso 1041                                             |
| Jardín de Infantes N.º 918 "Tte. Cnel. Exp. al Desierto A. Tassi" | Ameghino 327                                          |
| Jardín de Infantes N.º 919                                        | Francia 1625                                          |
| Jardín de Infantes N.º 920                                        | Avellaneda y Firpo                                    |
| Jardín de Infantes N.º 921 "Ricardo Gurrieri"                     | Ocampo S/N (Cuartel II - El Carpincho)                |
| Jardín de Infantes N.º 922                                        | Rastreador Fournier y Los Ibis                        |
| Jardín de Infantes N.º 923 "Rayito de Sol"                        | Calle 11 y 4 (Agustina)                               |
| Jardín de Infantes Arcoíris                                       | Fleming 316                                           |
| Jardín de Infantes Santa Isabel                                   | 12 de Octubre 286                                     |
| Jardín de Infantes San Jorge                                      | Francia 373                                           |
| Hogar Belgrano                                                    | Sargento Cabral 226                                   |
| Jardín de Infantes Padre Respuela                                 | Roque Vázquez 545                                     |
| Educación Primaria                                                | Dirección                                             |
| EEP N.º 1 "Catalina Larrart de Estrugamou"                        | Álvarez Rodríguez 27                                  |
| EEP N.º 2 "General San Martín"                                    | Leandro N. Alem 335                                   |
| EEP N.º 3 "Los Pizzurno"                                          | Av. Rivadavia 397                                     |
| EEP N.º 4 "Adolfo Alsina"                                         | Av. República S/N                                     |
| EEP N.º 5 "Patricias Argentinas"                                  | Lartigau y Puelches                                   |
| EEP N.º 7 "Antártida Argentina"                                   | Roque Vázquez 339                                     |
| EEP N.º 8 "Sargento Cabral"                                       | Ramón Hernández 911                                   |
| EEP N.º 9 "Mariano Moreno"                                        | San Martín 176 (Agustín Roca)                         |
| EEP N.º 10 "Almirante Guillermo Brown"                            | S/N (Saforcada)                                       |
| EEP N.º 12 "Juan Bautista Alberdi"                                | Pringles 205                                          |
| EEP N.º 15 "John Fitzgerald Kennedy"                              | Calle 4 y 11 (Agustina)                               |
| EEP N.º 16 "General Manuel Belgrano"                              | Siria 153                                             |
| EEP N.º 17 "Dr. Francisco Javier Muñiz"                           | S/N (Cuartel II - El Carpincho)                       |
| EEP N.º 18 "Domingo Faustino Sarmiento"                           | Siria 428                                             |
| EEP N.º 19 "Florentino Ameghino"                                  | Ameghino 502                                          |
| EEP N.º 20 "Bartolomé Mitre"                                      | Av. de los Ceibos 147 (Morse)                         |
| EEP N.º 21 "Intendente De La Sota"                                | Arquímides S/N                                        |
| EEP N.º 22 "Centenario"                                           | Av. Arias 475                                         |
| EEP N.º 24 "Justo José De Urquiza"                                | Ramón Falcón 136                                      |
| EEP N.º 25 "José Manuel Estrada"                                  | Sarmiento S/N (Fortín Tiburcio)                       |
| EEP N.º 26 "Juan Pascual Pringles"                                | Alberdi S/N (Cuartel II - Campo La Cruz)              |
| EEP N.º 27 "Pedro Ithurriaga"                                     | Pje. Santa Rosa (Cuartel X)                           |
| EEP N.º 29 "Fray Justo Santa María De Oro"                        | Posadas y Chacabuco                                   |
| EEP N.º 30 "25 De Mayo"                                           | Paso y Fleming                                        |
| EEP N.º 31 "Bandera De Los Andes"                                 | S/N (Laplacette)                                      |
| EEP N.º 32 "Guillermo Marconi"                                    | S/N (Cuartel II - Campo Toyo)                         |
| EEP N.º 33 "Comandante Escribano"                                 | S/N (Cuartel IV - La Agraria)                         |
| EEP N.º 34 "Gregoria Matorras De San Martín"                      | S/N (Cuartel X - Campo Maipú)                         |
| EEP N.º 35 "Paula Albarracín"                                     | Ruta 7 km 258 (Cerrito Colorado)                      |
| EEP N.º 40 "José Hernández"                                       | Vuelta de Obligado y Cabrera                          |
| EEP N.º 41 "Hipólito Yrigoyen"                                    | Irlanda y Berutti                                     |
| EEP N.º 43                                                        | Ruta 188 km. 175 (Rincón del Carpincho - Laplaccette) |
| EEP N.º 45                                                        | S/N (Cuartel VI - Colonia San Luis)                   |
| EEP N.º 47 "Expedicionario al Desierto A. Tassi"                  | Almafuerte 308                                        |
| EEP N.º 48 "María Elena Walsh"                                    | Av. Dr. Benito De Miguel y San Juan                   |
| EEP N.º 49 "Héroes de Malvinas"                                   | Padre Ghio y Av. La Plata                             |
| Colegio Padre Respuela                                            | Roque Vázquez 520                                     |
| Colegio Marianista                                                | Carlos Tejedor 27                                     |
| Colegio Parroquial San José                                       | Leandro N. Alem 588                                   |
| Colegio Primario San Jorge                                        | Almafuerte 173                                        |
| Colegio La Santa Unión de los Sagrados Corazones                  | General Paz 90                                        |
| Colegio Hogar Belgrano                                            | Sargento Cabral 226                                   |
| Colego Parroquial Nuestra Señora de Luján                         | Alsina 132                                            |
| Educación Secundaria                                              | Dirección                                             |
| EES N.º 1 "Manuel Dorrego"                                        | Primera Junta 1095                                    |
| EES N.º 1 - Anexo 3011                                            | Dorrego 912                                           |
| EES N.º 2 "Dr. Carlos Saavedra Lamas"                             | Av. de los Ceibos 147 (Morse)                         |
| EES N.º 3 "Fuerza Aérea Argentina"                                | San Martín 176 (Agustín Roca)                         |
| EES N.º 5 "Fuerte Federación"                                     | Cabrera 1474                                          |
| EES N.º 6 "Dr. José A. Rodríguez"                                 | Almafuerte 300                                        |
| EES N.º 7 "Mayor Alfredo J. L. Arrieta"                           | Intendente Borchex 119                                |
| EES N.º 9 "Expedicionarios al Desierto"                           | Almafuerte 308                                        |
| EES N.º 10                                                        | Ramón Hernández 911                                   |
| EES N.º 11                                                        | Ruta 7 km. 258 (Cerrito Colorado)                     |
| EES N.º 12 "Héroes de Malvinas"                                   | Pasaje Democracia 1118                                |
| EES N.º 13                                                        | Av. Rivadavia 367                                     |
| EES N.º 14                                                        | Sarmiento S/N (Fortín Tiburcio)                       |
| EES N.º 14 - Ext. 2140                                            | Calle 11 y 4 (Agustina)                               |
| EES N.º 15                                                        | Siria 181                                             |
| EES N.º 16 "Ismael Horacio Alonso"                                | Sadi Carnot 130                                       |
| EES N.º 16 - Ext. 2160                                            | S/N (Cuartel II - El Carpincho)                       |
| EES N.º 17                                                        | General Frías 22                                      |
| EES N.º 18 "Astor Piazzolla"                                      | Carlos Pellegrini y Pringles                          |
| EES N.º 19 "Benito Quinquela Martín"                              | Negretti 260                                          |
| EES N.º 20                                                        | Arquímedes S/N                                        |
| EES N.º 21                                                        | S/N (Saforcada)                                       |
| EES N.º 22 "María Victoria Casella"                               | Leandro N. Alem 335                                   |
| Colegio Padre Respuela                                            | Av. Padre Respuela 195                                |
| Colegio Marianista                                                | Carlos Tejedor 27                                     |
| Colegio Parroquial San José                                       | Leandro N. Alem 588                                   |
| Colegio Secundario San Jorge                                      | Almirante Brown 134                                   |
| Colegio La Santa Unión de los Sagrados Corazones                  | General Paz 90                                        |
| Colegio Hogar Belgrano                                            | Sargento Cabral 226                                   |
| Colegio Parroquial San Ignacio de Loyola                          | Alsina 132                                            |
| Escuela Secundaria UNNOBA "Domingo F. Sarmiento"                  | Jorge Newbery y Coronel Pringles                      |
| EES Agraria N.º 1 "Florencio Molina Campos"                       | Ruta 188 y Av. Rampellini                             |

### Educación universitaria
En Junín se encuentra la sede central y el rectorado de la Universidad Nacional del Noroeste de la Provincia de Buenos Aires (UNNOBA), y es en esta ciudad donde se desarrolla el 80% de las actividades de esa casa de altos estudios.
Fue creada por el Decreto del Poder Ejecutivo Nacional N.º 2617 del 16 de diciembre de 2002. El Poder Legislativo ratificó la creación a través de la Ley N.º 25.824, el 19 de noviembre de 2003.
Su área de influencia abarca el noroeste de la provincia de Buenos Aires, sur de Santa Fe y Córdoba y noreste de La Pampa. Cuenta también con una sede en la localidad de Pergamino, a 90 km de Junín. La UNNOBA ofrece carreras de tecnología y de ciencias económicas, jurídicas, sociales, humanas, agrarias, naturales y ambientales. Además, cuenta con un programa dedicado a gente mayor de 55 años, denominado PEPSAM.

### Educación terciaria
Junín es sede del Instituto Superior de Formación Docente y Técnica n.º 20 (ISFDT n.º 20) que abrió sus puertas el 1 de abril de 1968. En él se dictan carreras técnicas como Tec. Superior en Análisis de Sistemas y Psicopedagogía entre otras, y carreras docentes como Profesorado de nivel secundario de Matemáticas, Profesorado de Educación Física y Profesorado de nivel secundario de Psicología entre otras.
También es sede del Instituto Superior de Formación Docente n.º 129. En él se dictan carreras docentes como Profesorado de Química, Profesorado de Biología, Profesorado de inglés y Profesorado de Lengua entre otras.
Entre otras instituciones, Junín también es sede de:
- Escuela de Artes Escénicas "Gilberto A. Mesa", es un establecimiento educativo público que emite títulos oficiales con validez nacional. Se ofrecen las carreras de: Profesorado de teatro, Profesorado de Danza con Orientación en Expresión Corporal, Tecnicatura en Actuación Teatral. Para el 2024 se abrirán además Profesorado en Danza con Orientación en Folklore y Tecnicatura en Maquillaje. Se encuentra ubicada en calle Mayor López 73.

- Escuela de Arte "Xul Solar", en ella encontramos carreras en Artes Visuales, Artes de Fuego, Fotografía, Diseño Gráfico y algunos talleres para la comunidad.

### Educación técnica
La ciudad cuenta con dos establecimientos públicos con títulos de técnico. Los mismos son: E.E.T. N.º 1 "Antonio Bermejo" (Ex Industrial) y la E.E.T. Nº2 "Patricias Argentinas".

## Salud

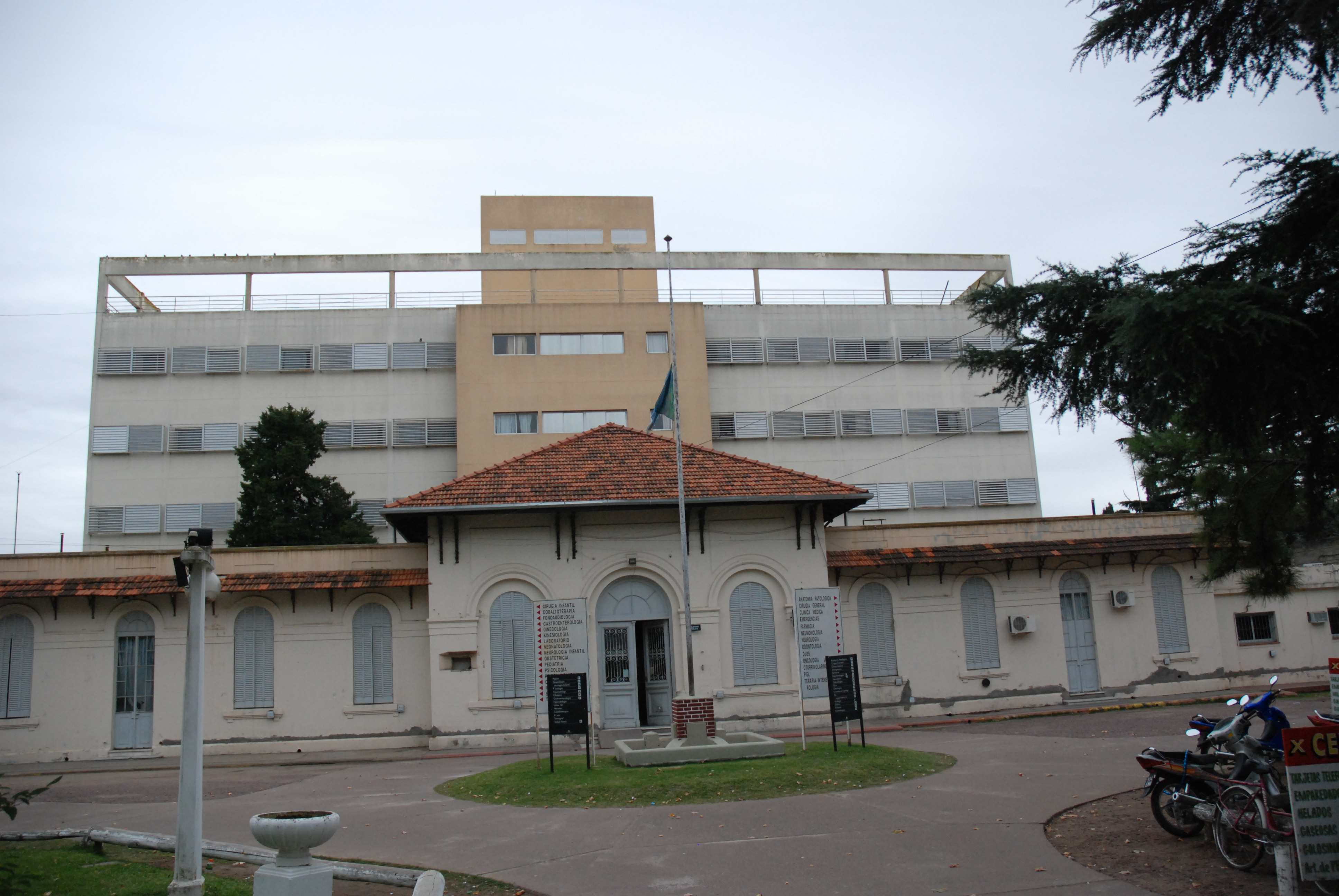
Hospital Interzonal General de Agudos de Junín "Dr. Abraham F. Piñeyro".

La ciudad es el principal centro de salud del noroeste bonaerense. Cuenta con un hospital interzonal provincial y numerosas unidades sanitarias municipales y clínicas privadas.

### Salud pública
En la ciudad hay 25 unidades sanitarias que dependen del municipio, junto a las unidades sanitarias hay que sumarle el Hospital Interzonal General de Agudos HIGA JUNIN pertenece a la red de hospitales provinciales del Ministerio de Salud de la Pcia de Buenos Aires. La zona de influencia es región Sanitaria III  y tiene complejidad tres. Asiste a toda la comunidad de Junín y recibe derivaciones de casi toda la Pcia de BA.
Las unidades sanitarias cuentan con diferentes servicios, tanto para emergencias como para realizar tratamientos a largo plazo.  están equipadas con consultorios odontológicos. También hay 7 unidades sanitarias más, distribuidas en el partido y algunas de ellas en las localidades del partido.

### Salud privada
En la ciudad hay distintas clínicas y centros de salud privados. Algunos de ellos son: Clínica la Pequeña familia, IMEC (Instituto Médico de la Comunidad), Clínica Centro, Sanatorio Junín, Clínica XXI.

## Deportes

### Automovilismo
- Actualmente se encuentra el nuevo Autódromo "Eusebio Marcilla", junto al parque natural Laguna de Gómez.
- La figura actual del automovilismo juninense es Gabriel Ponce de León, campeón del Turismo Competición 2000 en 2001, 2003 y 2005.
- El Midas Racing Team es un equipo argentino de automovilismo de la categoría argentina Top Race V6, propiedad y dirigido por el juninense Sergio Raffaeli. En 2010/2011 es considerado el mejor equipo de la categoría.
- En la historia del autovilismo de Junín se destaca Eusebio Marcilla, figura del Turismo Carretera de fines de la década de 1940 y principios de la de 1950. En la carrera Buenos Aires - Caracas de 1948 abandonó la competencia para auxiliar a Juan Manuel Fangio, que había sufrido un serio accidente. Por ese motivo no logró ganar la carrera, pero le salvó la vida y por eso lo apodaron "Caballero del Camino".

### Básquetbol
Junín es sede de varios equipos de baloncesto, entre los que se destacan Argentino y Ciclista Juninense. Ambos equipos participan regularmente y alternan entre la Liga Nacional de Básquet, la máxima división y la segunda categoría, el Torneo Nacional de Ascenso. El primero mencionado también ha participado en torneos internacionales. Además han participado en torneos nacionales San Martín y Sarmiento.
Junín se ha convertido en una de las ciudades que expone más jugadores de basquetbol en todo el país, y también se disputa un torneo local en el cual participan elencos de Junín, Baigorrita y Lincoln.

### Fútbol

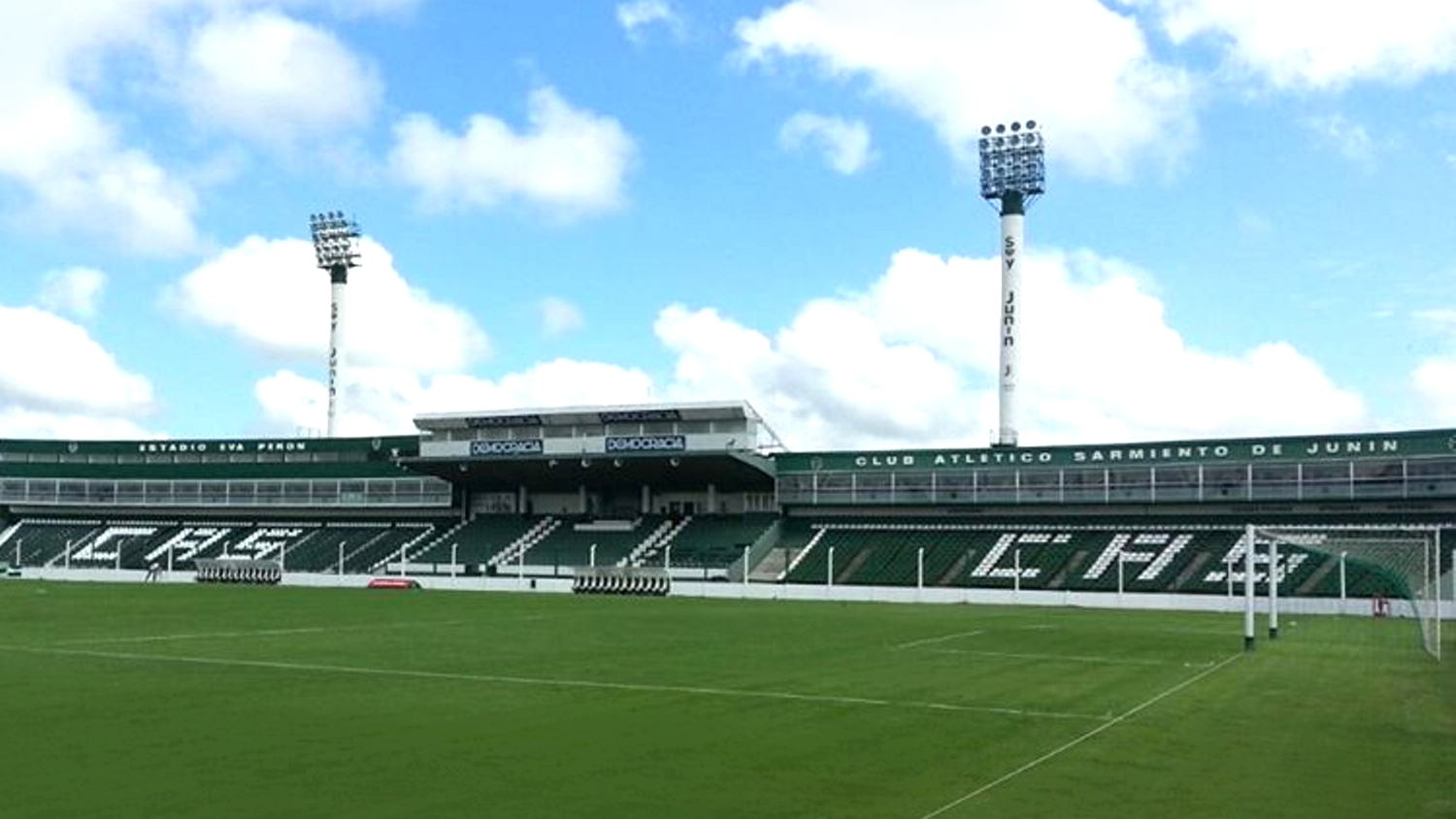
Estadio Eva Perón del Club Atlético Sarmiento, con capacidad para 22.000 espectadores.

El Club Atlético Sarmiento se encuentra afiliado a la Asociación del Fútbol Argentino y actualmente compite en la primera división del Fútbol Argentino. Su Estadio Eva Perón, construido íntegramente en hormigón y con capacidad para 23.000 espectadores, es el segundo más grande del interior de la provincia después del José María Minella de Mar del Plata. En 1980 se consagró campeón de Primera B y ascendió por primera vez a la máxima categoría del fútbol argentino, donde permaneció por dos temporadas. En el año 2014 logró su segundo ascenso a Primera División, mientras que en 2021 consiguió por tercera vez el ascenso. Por el club pasaron figuras de la talla de Daniel Passarella, José Raúl "Toti" Iglesias, Ricardo Gareca, Rodolfo Fischer y Juan Gilberto Funes.
La Liga Deportiva del Oeste es la asociación de fútbol amateur de Junín, que agrupa a una quincena de clubes.

### Golf
- Junín Golf Club, uno de los principales clubes de golf del noroeste de la provincia, con cancha de 18 hoyos, construcción de estilo inglés y añosa arboleda.

### Vuelo a Vela
- Junín fue la sede en 1963 del primer Campeonato Mundial de Vuelo a Vela que se realizó en Sudamérica.

- El volovelismo juninense ha cosechado hasta el momento 15 campeonatos nacionales. El principal referente de la actividad es Javier Gaude, que ha cosechado 7 campeonatos nacionales desde el año 2003 en adelante. Los otros campeones nacionales que ha dado el club son: Rafael Frene, Juan Alegretti, Claudio Larentis, Manuel Darrain, Dino Ghioni, Martin Darrain. Desde aproximadamente el año 2020 el Club de Planeadores Junín es el club con mayor actividad en la República Argentina, tanto por su escuela de vuelo en planeador como por su actividad de vuelo deportivo y competencia.

## Medios de comunicación

### Televisión
Abierta
- LRH450 TV Canal 10 con estudios en un inicio en Belgrano 84 hoy situado en calle Ramón Hernández y planta transmisora en RP 65 y Rastreador Fournier. Transmite hasta unos 150 km a la redonda, extendiéndose más hacia el sur gracias a una repetidora en la ciudad de Nueve de Julio. Abarca una región de más de un millón de habitantes.
- LS82 TV Canal 7 (Ciudad de Buenos Aires): desde comienzos de octubre de 2008 funciona una repetidora de Canal 7.

Por cable
- Cablevisión Junín ofrece más de 60 canales de televisión por cable, y acceso a Internet por cablemódem.
- TeleJunin. Canal de contenido local que transmite por frecuencia 2 de Cablevision.

Satelital
- DIRECTV con más de 100 canales

### Diarios
- Semanario de Junín Publicación semanal de interés general, investigación y análisis.[77]
- Diario Junín Diario digital de la ciudad de Junín con información al instante[78]
- Democracia fundado por Moisés Lebensohn el 17 de octubre de 1931.
- La Verdad fundado por Monseñor Vicente Peira, cura párroco de la Iglesia San Ignacio de Loyola, el 24 de noviembre de 1919.
- Diario en línea Junín24[79]
- Diario digital Agenda 365
- Prensa joven Xuni Teve

### Radios
Además de LT20 Radio Junín en AM y 102.9 Radio UNO Junín en FM, hay una treintena de emisoras.

## Personas destacadas

### Arte y cultura
- Juanjo Domínguez: guitarrista con extensa trayectoria internacional.
- Víctor Grippo: artista reconocido internacionalmente por sus aportes al arte conceptual. En su trabajo ha buscado una convergencia entre la ciencia y el arte, lógicamente marcada por su doble formación en química y en bellas artes.
- Estelares: banda de rock que cuenta con dos integrantes juninenses: Manuel Moretti y Víctor Bertamoni.
- Salvador Batato Barea: actor, performer, artista de varietés y payaso.
- Ismael Canaparo: periodista y escritor. Autor del libro "Taqueta. Habilidosamente intacto". El trabajo, que consta de más de 250 páginas, refiere de trayectorias, anécdotas, curiosidades, andanzas y malabarismos de Horacio Barrionuevo, genio futbolístico nacido en Sarmiento de Junín.
- Sylvia Iparraguirre: escritora y ensayista de distintas obras literarias.
- Leila Guerriero: periodista y escritora, autora de cuentos, novelas y crónicas.
- Germán García: novelista y psicoanalista.
- Juan José Becerra: novelista, guionista y periodista.
- Farid Kamú: Periodista e influencer reconocido.

### Política
- Eva Perón: Las investigaciones más recientes, apoyados en los documentos oficiales, en diversos testimonios de testigos y en los dichos de la propia Evita y sus hermanas, indicarían que nació en Junín debido a que, por problemas con el embarazo, su madre debió trasladarse a esa ciudad para recibir mejor atención. Otra versión sostiene que habría nacido en un campo del partido de General Viamonte, a 50 kilómetros de Junín. De una u otra manera, Evita decía ser juninense.
- Moisés Lebensohn: destacado dirigente nacional de la Unión Cívica Radical de las décadas de 1930, 1940 y 1950. Fundó en Junín el diario Democracia.
- Rafael F. Amundarain: ministro de Industria de la segunda presidencia de Juan Domingo Perón.
- Danya Verónica Tavela: diputada nacional en representación de la Provincia de Buenos Aires.
- Héctor Azil: secretario general de ATSA Junín por más de veinticinco años, gremio que hizo crecer exponencialmente a Junín y la zona, llegando a ser uno de los dirigentes más destacados de la Provincia de Buenos Aires. Es también Secretario adjunto de la CGT Junín, Presidente del Partido Justicialista de Junín y escritor de novelas. Su obra más destacada fue "Redención".
- Agustín Impala: Presidente del partido obrero Fierismo Provincia de Buenos Aires.

### Medicina
- Elvira Rawson: segunda médica graduada en la Argentina y destacada feminista.

### Moda
- Yésica Toscanini
- Gustavo Cadile: El diseñador, que fue amadrinado por Susana Giménez, hoy triunfa en Estados Unidos. Este diseñador de 53 años, que hoy vive entre Miami y Nueva York, lleva la moda en su ADN, ya que su bisabuelo, Enrico Dell’Acqua, fue un pionero en la industria textil italiana en Milán y en Sudamérica.

### Deporte
Ajedrez
- Diego Flores: Campeón argentino 2005. Participó en el mundial 2006.

Atletismo
- Daiana Belén Lujan: Marcha atlética, Múltiple campeona Argentina en las pruebas de 3.000, 5.000 y 10.000 metros en pista, al igual que 5, 10 y 20 km en ruta. Plusmarquista absoluta en categorías de infantiles a mayores, varias participaciones en Campeonatos Sudamericano y juegos Odesur dentro y fuera del país.  Deportista del año 2006 del círculo de periodistas deportivo "J. L. Buono".
- Manuel Etchepare: campeón sudamericano de lanzamiento de martillo en 1943, y campeón argentino en 1947 y 1951.[80]
- Juan Fuse: campeón sudamericano de lanzamiento de martillo en 1939 y 1945, y campeón nacional en 1933 y 1937. Participó en los Juegos Olímpicos de Londres 1948.[81]
- Julio Gómez: ganó varios campeonatos y récords en carreras largas. Participó en los Juegos Olímpicos de Los Ángeles 1984 en 5.000 metros planos.
- Emilio Malchiodi: campeón sudamericano de lanzamiento de disco y de bala en 1944 y 1949; campeón argentino en 1947. Participó en los Juegos Olímpicos de Londres 1948 en las dos disciplinas.
- Juan Carballeira: batió el récord sudamericano de la milla empleando 4 minutos, 22 segundos y 3/5 el sábado 24 de febrero de 1934 en la pista del Club Gimnasia y Esgrima de la Ciudad de Buenos Aires.
- Nancy Piva: varias veces campeona argentina y sudamericana de salto en alto y distinguida en dos ocasiones como la deportista del año por el Círculo de Periodistas Deportivos de Junín.

Automovilismo
- Eusebio Marcilla: el "Caballero del Camino", figura del Turismo Carretera de los años 50.
- Gabriel Ponce de León: campeón del Turismo Competición 2000 en 2001, 2003 y 2005.

Básquet
- Daniel Aréjula: integrante del seleccionado en 1981.
- José Luis Pagella: campeón sudamericano 1973 e integrante del seleccionado en 1981.
- Raúl "Chuni" Merlo

Boxeo
- Luis Ángel Firpo: el Toro Salvaje de las Pampas padre del boxeo argentino y el máximo héroe del deporte nacional del primer cuarto del siglo XX. El 14 de septiembre de 1923 disputó la Pelea del Siglo frente a Jack Dempsey en el Polo Grounds de Nueva York. En conmemoración, en esa fecha se celebra en Argentina el Día del Boxeador.

Ciclismo
- Juan Antonio Flecha: único argentino que logró ganar una etapa del Tour de Francia.
- Marino Castellani: campeón argentino 1948.
- Sebastián Cancio: campeón mundial de ciclismo en 2006.
- Darío Pagliaricci: campeón mundial de ciclismo de pista, campeón argentino en reiteradas oportunidades.

Fútbol
- Horacio "Taqueta" Barrionuevo: de las inferiores del Club Atlético Sarmiento de Junín y brilló en primera división en el Club Atlético Tigre. Fue transferido a Francia y luego retornó a Sarmiento. Está considerado el mejor futbolista juninense de todos los tiempos.
- Mauricio Ferradas: de las inferiores del Club Sarmiento de Junín. Jugó en las divisiones Primera A, Nacional B y B Metropolitana de la AFA, y también fuera de Argentina.
- Ezequiel Cerutti: jugador surgido de Sarmiento que obtuvo el ascenso de la B Metropolitana a la B Nacional en 2012, y luego tuvo pasos por clubes como San Lorenzo de Almagro e Independiente, entre otros.
- Atilio García: nacionalizado uruguayo, fue el máximo goleador de la historia del fútbol uruguayo.
- Osvaldo Zubeldía: como director técnico, ganó tres copas Libertadores de América y una Intercontinental con el club Estudiantes de La Plata.

Natación
- María Cristina Domínguez: campeona argentina en 1958.
- Manuela Morano: múltiple campeona argentina, posee además varios récords nacionales.

Tiro
- Walter Bauzá: Oro en los Juegos Panamericanos de Puerto Rico 1979. Participó en los Juegos Olímpicos de Los Ángeles 1984.

Vuelo a Vela
- Juan Carlos Alegretti: campeón argentino en 1977.
- Rafael Frene: campeón argentino en 1966. Participación en varios campeonatos mundiales.
- Javier Gaude: campeón argentino en 2004 y 2006. Varios récords nacionales. Participó en el mundial de Suecia 2006.
- Claudio Larentis: campeón argentino en 1990, 2000 y 2003.

## Despliegue de lasFuerzas Armadas argentinas
| Unidades de la Guarnición Militar Junín                   | Sigla |
| --------------------------------------------------------- | ----- |
| Grupo de Artillería 10 «Teniente General Bartolomé Mitre» | GA 10 |